# Culture de Saqqaq
Subdivisions
Saqqaq ancien ; Saqqaq tardif
Objets typiques
Bifaces ; tête de harpon triangulaire ; industrie microlithique ; burins ; pointes en silex ; artefacts confectionnés en killiaq ; couteau à fente transversale ; lampe à huile fabriquée en stéatite ; structures d'habitat avec aménagement axial et foyer en forme de caisson,,,,
La culture de Saqqaq (ou Saqqaquien, ou culture de Sarqaq) est une culture préhistorique du Groenland. Elle s'est développée sur la période comprise entre 2 500 et 800 ans av. J.-C. Avec celle de l'Indépendance I, attestée durant les IIIe millénaire av. J.-C. et IIe millénaire av. J.-C., le Saqqaquien est l'une des deux plus anciennes cultures archéologiques connues au Groenland. La culture de Saqqaq est également attestée au nord-est du Nunavut, au sein de la péninsule de Bache, une terre située sur l'île d'Ellesmere.
Elle doit son nom à l'établissement de Saqqaq — situé au nord la ville d'Ilulissat, sur la rive est du détroit de Sullorsuaq (ou Vaigat) —, dans la partie nord de la baie de Disko, lieu de nombreuses découvertes et fouilles.
La culture de Saqqaq, qui fait partie de l'ensemble appelé « tradition microlithique de l'Arctique », a été introduite puis définie dans les années 1950 par l'archéologue danois Jørgen Meldgaard.

## Historique

### Premières fouilles et découvertes auXIXesiècle

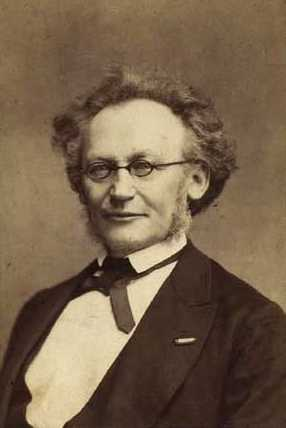
Le zoologue Japetus Steenstrup, fouilleur à Sermermiut.

Les premières investigations archéologiques au sein de la baie de Disko — en danois, Disko Bugt et en groenlandais, Qeqertarsuup Tunua, — sont entreprises au cours du XIXe siècle. Cette zone géographique se révèle être « l'espace-clé » de l'historique des recherches archéologiques concernant la préhistoire du Groenland,.
Les fouilles réalisées dans la baie de Disko débutent au début du XIXe siècle, avec celles de la Société royale des antiquaires du Nord (da), dont les membres mettent en évidence des pièces lithiques. Un corpus d'artefacts, résultant de prospections entreprises dans les années 1830 au sein d'habitations abandonnées sur le site saqqaquien de Sermermiut, est présenté à la Société Royale des Antiquaires du Nord en 1838. Une seconde série de pièces, comprenant des pointes de flèche confectionnées en « calcédoine verte » ainsi qu'une pointe de lance et un « ciseau » fabriqués en « ângmâq », est présentée devant les membres de la société d'antiquaires en 1843 par l'explorateur danois Christian Pingel (da),,,. Dans les années 1850, le géographe et géologue danois Hinrich Rink (en) mène des fouilles sur le site de Sermermiut, recherches au cours desquelles des vestiges d'habitats, associés à des artefacts, sont mis au jour et dont il mentionne les résultats en 1857,. Au cours des décennies qui suivent, le zoologue Japetus Steenstrup conduit des investigations au sein d'amas coquilliers du site et de la région environnante. Streenstrup effectue alors un inventaire du matériel archéologique collecté, dont il confie la conservation au musée national du Danemark.

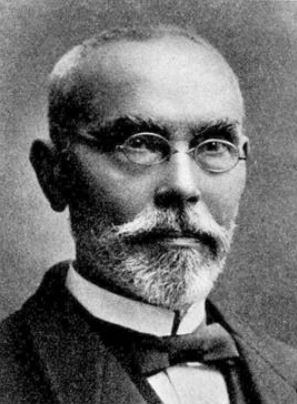
Le botaniste, fouilleur sur le site de Qajaa.

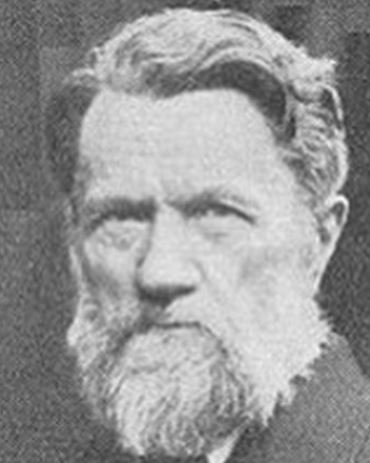
Le zoologue, fouilleur sur le site saqqaquien de Qajaa.

Les recherches archéologiques reprennent au cours du deuxième quart du XIXe siècle avec les excavations réalisées par un médecin danois (le Dr G. F. Pfaff) résidant à Ilulissat. Le médecin met au jour plusieurs artefacts à Sermermiut et Qeqertaq. Les pièces recueillies par Pfaff sont ensuite confiées au musée ethnographique de Stockholm et sont ultérieurement identifiées, en 1907, comme étant de possibles objets préhistoriques groenlandais.
En 1870, lors d'une expédition conduite par l'explorateur norvégien Nils A. E. Nordenskiöld, Carl Fleischer, également établi dans le district d'Ilulissat, organise des investigations sur le site de Qajaa (ou, anciennement, Kaja),. Les fouilles sont alors menées par le botaniste suédois Sven Berggren (en) et le zoologiste Per Öberg (sv),,. Les fouilles de l'équipe norvégienne permettent de révéler deux amas coquilliers contenus au sein de couches stratigraphiques d'environ 3 m d'épaisseur,. Les deux amas coquilliers fournissent plusieurs pièces archéologiques dont des outils, des restes organiques (dont des ossements d'animaux), et les vestiges d'un foyer,. En 1871, dans son rapport de fouilles, Fleischer donne une description des horizons stratigraphiques de Qajaa et identifie les artefacts retrouvés sur les lieux comme étant des pièces fabriquées durant l'« âge de pierre ».

### Fouilles et découvertes au début duXXesiècle
En 1907, en regard des éléments matériels retrouvés sur les sites de Qajaa et de Sermermiut durant le XIXe siècle, l'ethnographe norvégien Ole Solberg (no), pose les bases d'une culture archéologique groenlandaise de l'ouest datée de l'« âge de pierre »,,,.

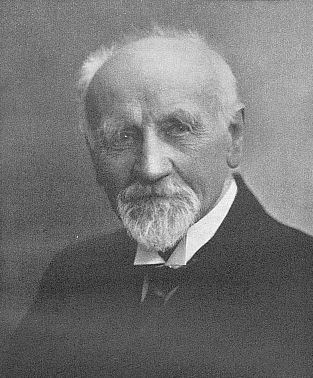
Le zoologue Morten Porsild, fouilleur sur le site de Sermermiut dans les années 1910.

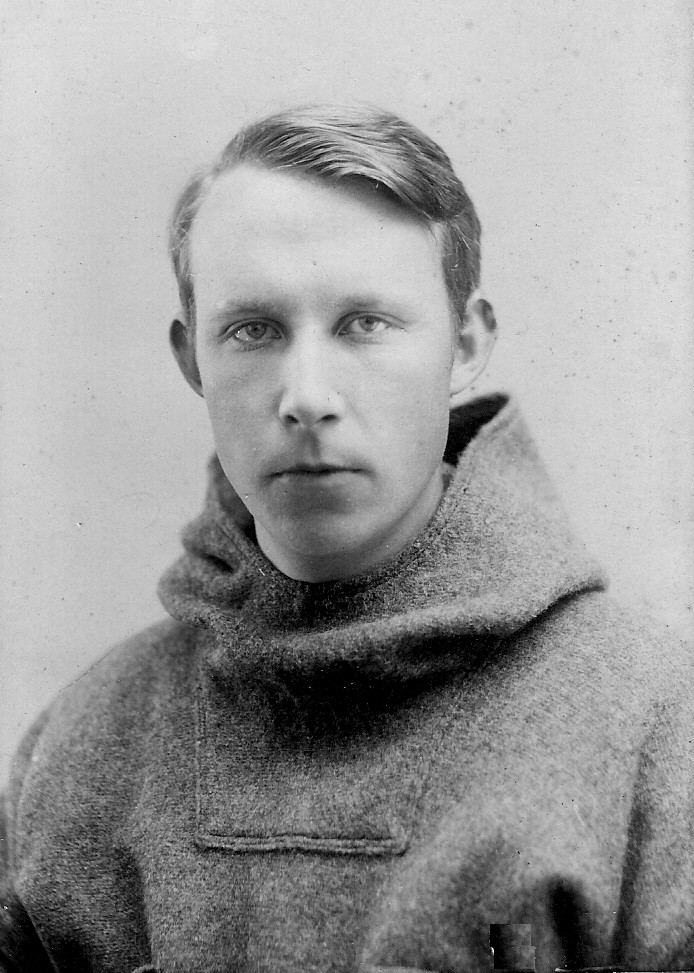
L'archéologue Therkel Mathiassen, fouilleur sur le site saqquaquien de Qeqertap Qarsorsaa, à Qeqertaq, dans les années 1930.

En 1909, l'archéologue et conservateur du musée national du Danemark Thomas Thomsen,, pratique des sondages sur le site de Sermermiut. Ces excavations sont suivies par des fouilles réalisées sur ce même site entre 1912 et 1918 par Morten Porsild et Hother Ostermann qui creusent une tranchée mesurant une longueur de plus de 50 m et disposée en bordure d'un escarpement rocheux. Néanmoins, les couches stratigraphiques du site ayant été perturbées, les fouilleurs ne parviennent pas à distinguer les gisements de période paléo-esquimaude des dépôts et éléments matériels d'époque plus récente. Les investigations de Porsild et d'Ostermann ne permettent dès lors pas de définir et d'établir avec certitude un horizon culturel spécifique à l'« âge de pierre » groenlandais,. Au début des années 1930, dans la région de Disko, l'archéologue et anthropologiste Therkel Mathiassen met au jour des gisements préhistoriques non-perturbés et des structures d'habitats construites avec de la tourbe, notamment à Qeqertap Qarsorsaa, un site localisé dans la partie sud-ouest de l'île de Qeqertaq.

### Découverte du site deSaqqaq Niaqornaarsuk
Le site archéologique de Saqqaq Niaqornaarsuk, au sein de la localité éponyme de Saqqaq,, est découvert en 1948 par Hans Kristian Mosegaard, un archéologue amateur,,,,.
Sur le site, qui recouvre une surface de 12 m2 et un gisement stratigraphique d'une épaisseur de 30 cm, Mosegaard met en évidence un mobilier composé d'un total 182 outils lithiques — dont des pointes, des couteaux de type ulu, des têtes de harpons de forme triangulaire, des lames fabriquées en ardoise, et des marteau conçus en pierre — associés à 304 éclats. Les analyses effectuées ultérieurement par l'archéologue danois Jørgen Meldgaard, montrent que parmi les pièces de débitage recueillies (les éclats), 164 sont faites de killiaq — l'équivalent, en langue groenlandaise, de la cornéenne —, 64 constituées de calcédoine, et 67 composées de quartz,,,. Parmi le gisement d'artefacts collecté, se trouve 58 pointes amincies d'une longueur variant entre 1.8 et 5,3 cm et 14 lames épaisses dont une mesurant 8,2 cm de long pour 2,5 cm de large. En 1952, en regard du mobilier collecté et inventorié sur le site de Saqqaq (« Sarqaq »), Meldgaard fait état d'un « matériel-type de Sarqaq » et le définit comme étant un « groupe (ou ensemble) de l'ouest du Groenland ».

Saqqaq
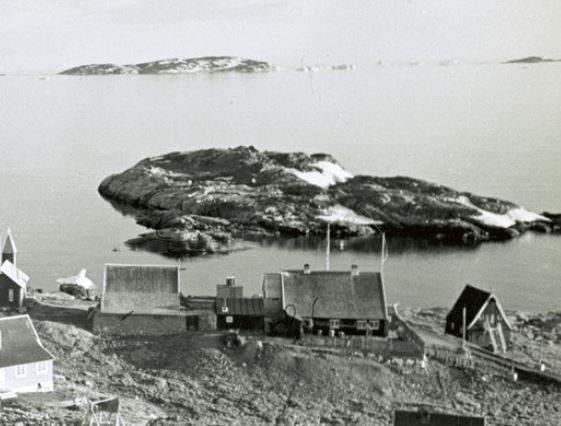
Village de Saqqaq en 1900.
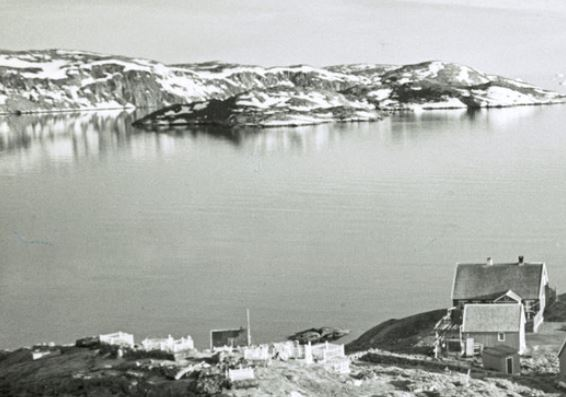
Saqqaq en 1900.
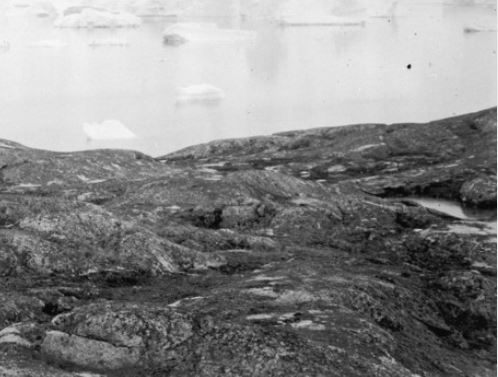
Saqqaq en 1900.
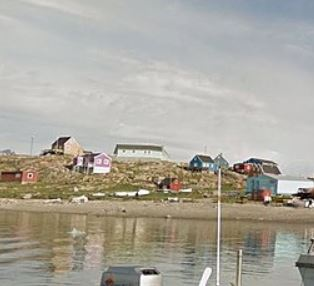
Saqqaq, époque contemporaine.
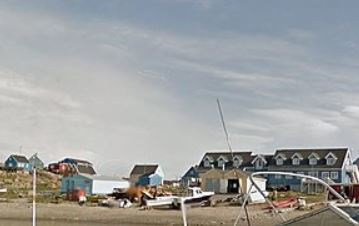
Village de Saqqaq, époque contemporaine.

### Découverte et définition de la culture de Saqqaq
En 1953, Meldgaard entreprend des fouilles sur le site de Saqqaq. Ces travaux révèlent alors que la stratigraphie archéologique du site a été fortement perturbée, essentiellement en raison de l'exploitation de la tourbe. Les opérations d'excavation permettent d'exhumer 228 pièces d'outillage et 252 éclats — dont 234 faits de killiaq et 14 composés de quartz ou de chalcédoine —. Pour Tinna Møbjerg, compte tenu de l'importance du mobilier qui y a été collecté, le site de Saqqaq Niaqornaarsuk était, lors de son occupation, un très probable camp de base,,.

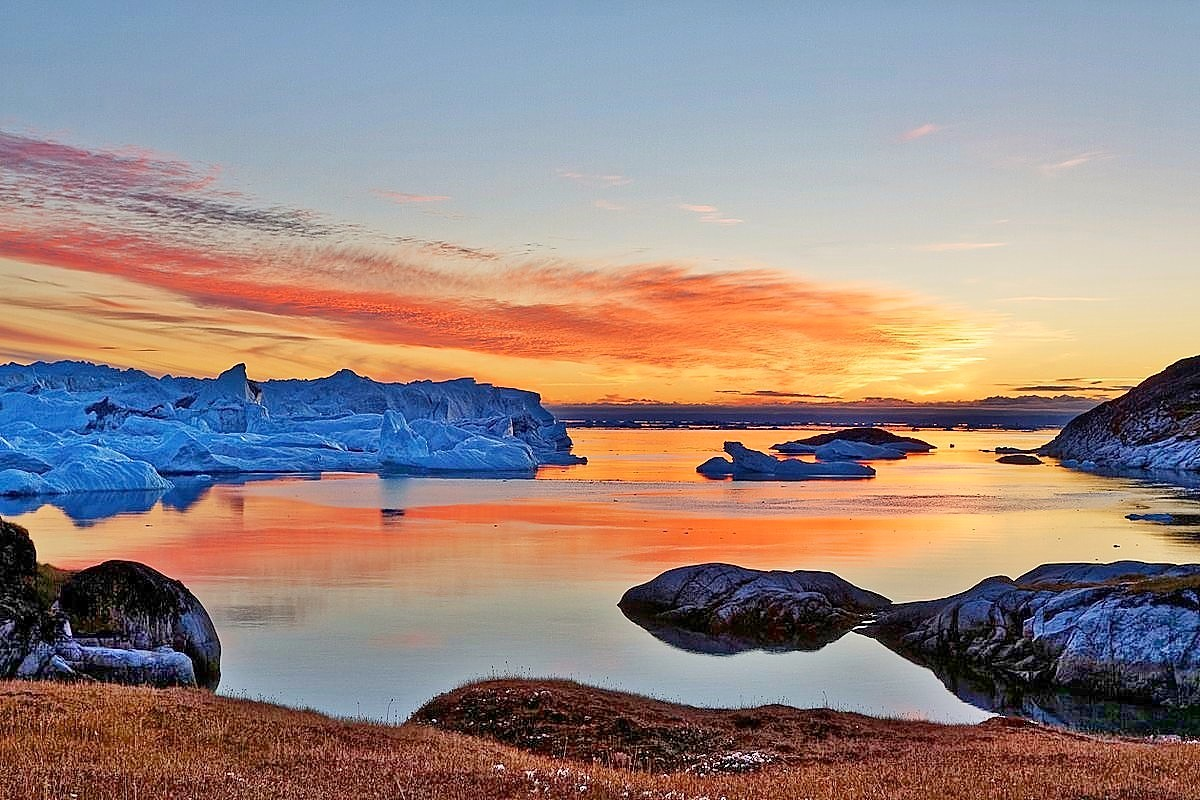
Sermermiut, bordé par le fjord d'Ilulissat. La culture de Saqqaq a été définie d'après les phases stratigraphiques de ce site.

 C'est après les investigations conduites la même année par Meldgaard et Helge Larsen sur le site de Sermermiut, localisé dans la baie de Disko, qu'une « phase de Saqqaq » est définie,,,.
Dans un article publié en 1955, rapport de fouilles rédigé après une expédition américano-canadienne entreprise durant l'été 1954 dans la région d'Igloolik, Meldgaard, mentionnant les artefacts archéologiques retrouvés à Saqqaq, introduit pour la première fois la terminologie de « culture de Sarqaq » (« Sarqaq Kultur »),,.
Trois ans plus tard, dans une publication de 1958, J. Meldgaard, en regard du profil stratigraphique mis en évidence sur le site archéologique de Sermermiut, établit et définit la culture de Saqqaq,,,. Sermermiut, localisé à proximité du front glaciaire de Jakobshavn Isbræ, devient alors le premier site archéologique ayant permis d'établir l'« existence de cultures paléo-esquimaudes en contexte stratigraphique »,.
La même année, le site d'Ittinera (ou Itivnera), découvert quelque temps auparavant par Jens Rosing (en), est fouillé et excavé par l'archéologue Helge Larsen (da) accompagné de Rosing. Durant ces premières investigations, l'établissement Ittinera, inventorié « K-588 », délivre les vestiges d'une maison, des artefacts d'industrie lithique et osseuses, des pièces conçues en bois de renne, l'ensemble de ce corpus matériel est identifié comme étant de culture de saqqaquienne,,,.

### Fouilles et recherches ultérieures

#### Années 1960 et 1970
En 1960, une campagne de prospections est organisée du 22 juin au 22 août par le musée national du Danemark sur le site de Nunguaq (ou Nũnguaq), un site localisé dans le fjord de Nuuk (anciennement, le fjord de Godthåb), puis en 1963, en partenariat avec une équipe d'archéologues américains de l'université Brown (dont James Louis Giddings (en)),. Lors de la campagne d'exploration de 1963, quatre autres sites saqqaquiens sont découverts dans le fjord de Nuuk.
Parallèlement, toujours au sein du fjord de Nuuk, des fouilles sont conduites à Ittinera (ou Itivnerra) en 1960 et 1961 par Meldgaard, puis au début des années 1970 par le zoologue et conservateur au musée de zoologie de Copenhague Ulrik Møhl, site sur lequel est retrouvé et identifié un assemblage faunique principalement constitué d'ossements de renne,,,.

#### Années 1980

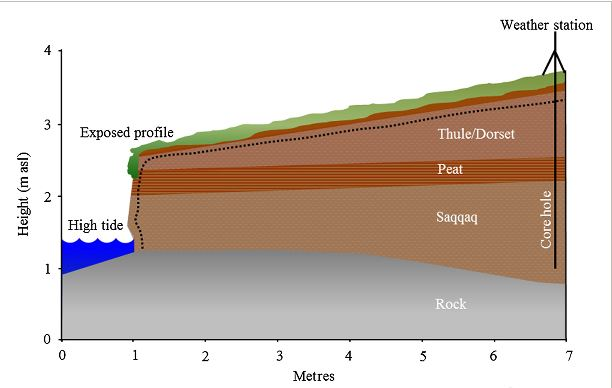
Séquence stratigraphique du site de Qajaa.

Au début des années 1980, en 1981, Jørgen Meldgaard mène des opérations de sondages à Qajaa, puis en 1982 aux côtés d'Helge Larsen (da) et de Jeppe Møhl. Lors de cette campagne de fouilles, l'archéologue et son équipe mettent au jour, parmi les 2,5 m de couches stratigraphiques du site, 19 amas coquillier. Ces gisements d'origine organique, préservés par le permafrost dû aux écoulements du glacier Jakobshavn Isbræ, délivrent alors de nombreuses pièces d'industries lithique et osseuse, l'ensemble présentant un bon état de conservation,,. Les fouilleurs opèrent 6 nouvelles excavations, s'étendant sur une surface totale de 2 500 m2 et qui viennent s'ajouter aux deux sondages pratiqués par l'équipe de Fleischer au début des années 1870,,,. Au sein des différentes séquences stratigraphiques, Meldgaard et son équipe identifient des couches saqqaquiennes, recouvertes par des couches d'époque dorsétiennes et thuléennes. Parmi les artefacts de type saqqaquien, les chercheurs collectent des burins, des lames, des microlames, des pièces de débitage, façonnés en killiaq, en quartz, ou en quartzite, ainsi que des harpons et des objets à destination domestique fabriqués en os ou en bois de renne. Aux objets de culture saqqaquienne, se trouvent associés environ 15 000 ossements d'espèces fauniques, dont une grande partie provenant de spécimens de phocidés et 38 issus de spécimens canidés, l'ensemble attribués pour la même époque. Pour Jeppe Møhl, le site de Qajaa, ou Qajâ, dont l'utilisation a été estimée entre 1 975 et 925 ans av. J.-C., a fourni la « première preuve » de la présence de chiens durant l'époque palaéoesquimaude.
Une campagne d'investigations est organisée sur le site de Qeqertasussuk entre 1983. L'équipe de fouilles comprend alors deux archéologues et un archéozoologue. Les fouilleurs pratiquent plusieurs sondages (dont un de 0,5 × 0,5 m) et retrouvent un important de gisement de pièces lithiques (notamment des bifaces et des microlames). Les chercheurs déterminent que la phase saqqaquienne du site de Qeqertasussuk comprise entre 2 400 et 1 400 ans av. J.-C. Les investigations opérées sur le site reprennent en 1984 et se prolongent jusqu'en 1990. En 1986, au sein d'une zone excavée mesurant 150 cm de long pour 50 de large, des kamiks sont découvertes sous forme fragmentée. Ces bottes, confectionnées en peau de renne, sont munies de lanière en cuir. Les morceaux de ces kamiks, dont l'un mesure 30 cm de long et un autre 20 cm, ont été datés d'environ 2 000 années av. J.-C.. En 1987, lors de la campagne conduite sur le site, des espèces d'insectes fossilisés, tels que des Simplocaris mettalica (nl), ou encore des Byrrhus fasciatus (ordre des coléoptères, genre des otiorhynchia) sont exhumés. La mise en évidence de ces fossiles stratigraphiques permettent de donner une chronologie relative des différentes couches sédimentaires du site de Qeqertasussuk et d'évaluer le climat régnant à l'époque de son occupation préhistorique.

#### Fin des 1980 et années 1990
En 1989 et dans la première moitié des années 1990, le site de l'île Nipisat fait l'objet d'une campagne de fouilles. Le site archéologique, dont la surface excavée, à la fin des opérations en 1994, est d'environ 77 m2, délivre plusieurs vestiges d'habitats de petites tailles. Ces habitations, de forme circulaire, mesurent entre 4 et 5 m de diamètre. L'utilisation du site de Nipisat, inventorié sous les termes de « Nipisat I », est estimé, via la datation au 14C, entre 2 000 et 800 ans av. J.-C.. Durant la campagne d'investigations, le site de Nipisat I délivre notamment plusieurs artefacts d'industrie lithique (bifaces, lames, éclats, retouchoirs, pointes fabriquées en quartz et en os), ainsi que des harpons et couteaux.

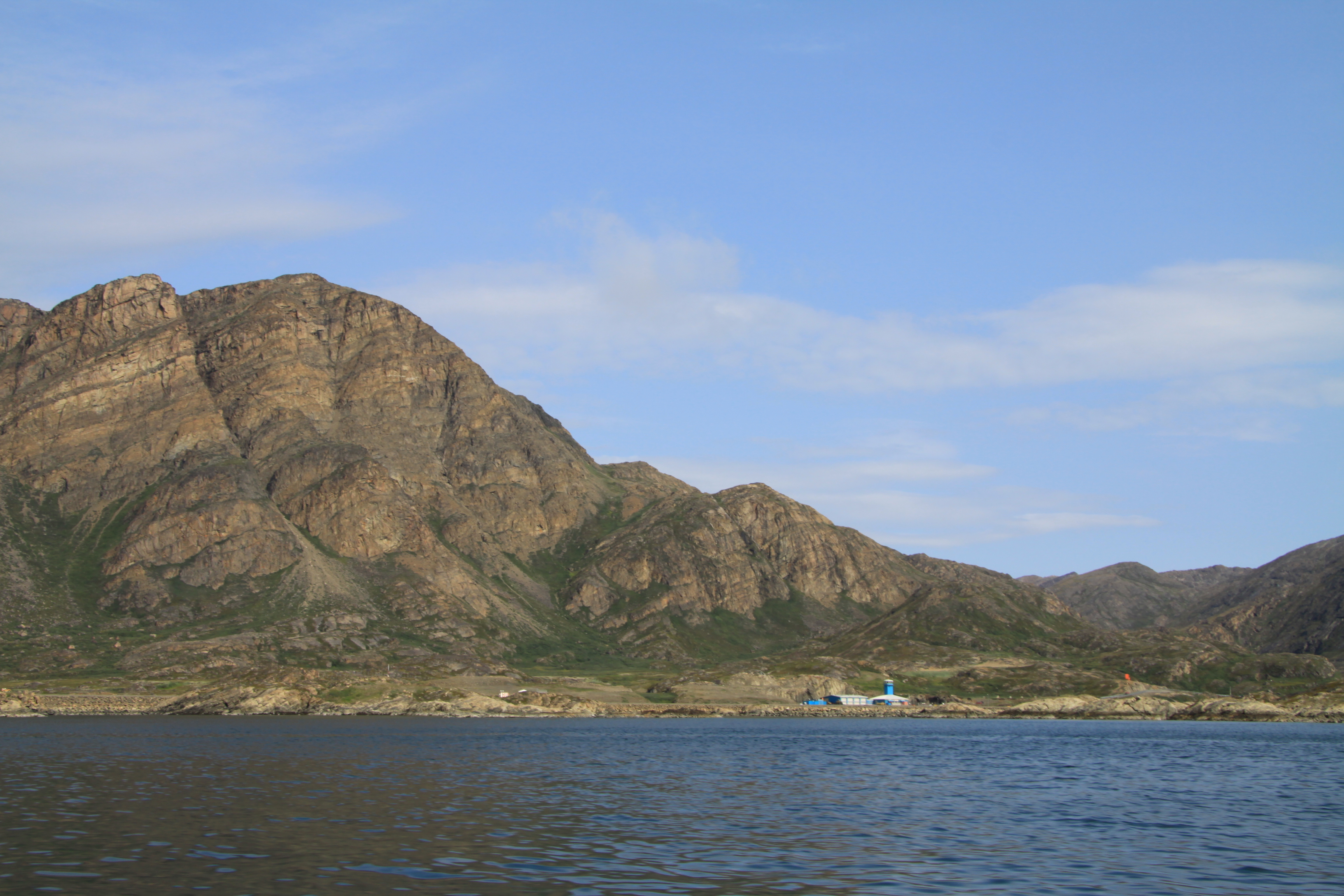
Environs de l'aéroport de Sisimiut dans la baie de Kangerluarsunnguaq, zone où se trouve le site d'Asummiut,.

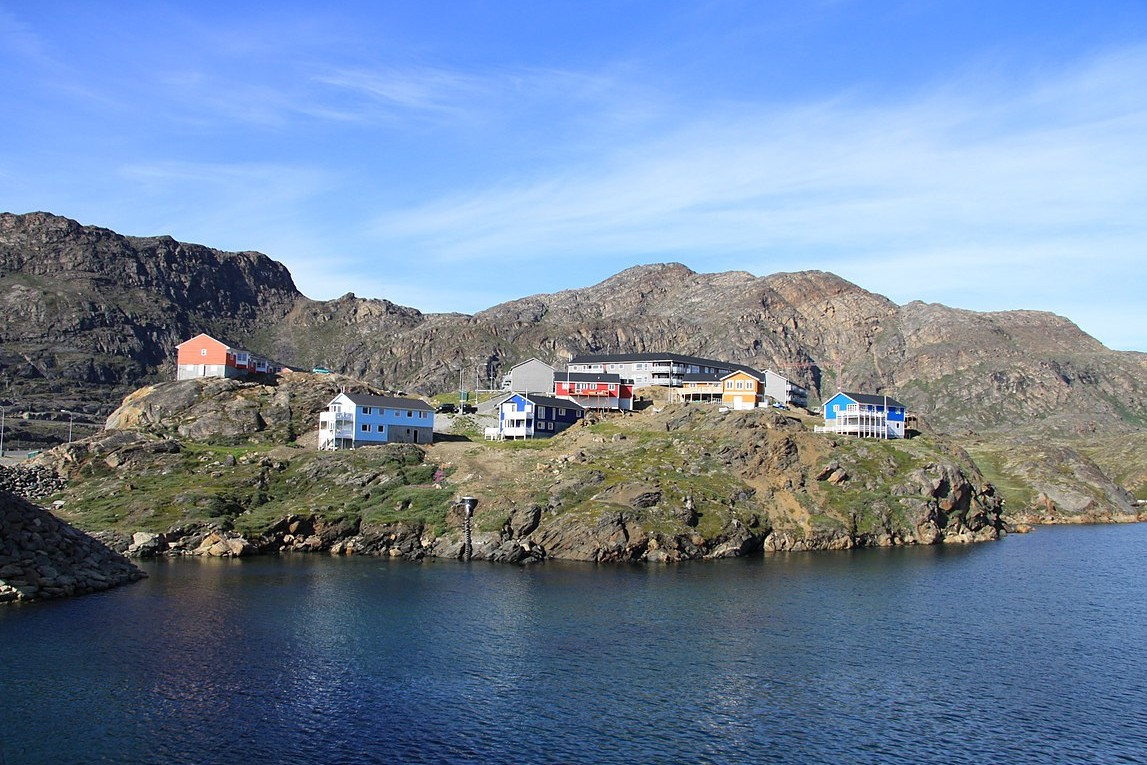
Akia, au nord-ouest du centre-bourg de Sisimiut.

En parallèle, durant la même période, l'archéologue Finn Kramer, alors conservateur du musée de Sisimiut (en), opère des sondages systématiques sur le site d'Akia,,,. Pour Kramer, l'établissement saqqaquien d'Akia, localisé dans le district de Sisimiut, montre, sur sa phase finale, une « possible influence » pré-dorsétienne (en),,,.
En 1994, alors que la construction de l'aéroport de Sisimiut venait d'être décidée, des fouilles préventives sont organisées sur le site d'Asummiut, également connu sous les noms d'Amerdlok,, Gamle Holsteinsborg et d'Assumiut, un ancien établissement saqqaquien (puis dorsétien et thuléen), implanté à environ 2 km des futures installations aéroportuaires,,,,,. Ces investigations permettent d'exhumer 4 gisements saqqaquiens et dont les séquences chronologiques sont identiques à celles établies sur le site de Nipisat. À Asummiut, plus de neuf vestiges d'habitat sont mis au jour, dont un révèle un aménagement axial,.

## Caractéristiques

### Terminologie
La culture de Saqqaq est désignée, en français, sous le terme de « Saqqaquien »,,,,, et a été anciennement appelée Sarqaq Culture (culture de Sarqaq),,,.

### Faciès archéologique
Le faciès de la culture de Saqqaq est caractérisé par la présence de bifaces ; de têtes de harpon en os affecté d'une forme triangulaire ; de tête de harpons à barbelure — dont les types dit « Qt-B », retrouvés sur le site de Qeqertasussuk, disposant d'un unique crochet latéral de forme allongée — ; une industrie microlithique ; des burins retouchés en coupe distale ; des éclats et éclats retouchés ; des pointes en silex de forme longue et effilée ; des retouchoirs ; des artefacts confectionnés en killiaq ; des lances en bois ; des propulseurs ; des couteaux à fente transversale ; des poinçons ; ainsi que des lampes à huile fabriquée en stéatite,,,,,,. Des grattoirs, faits en killiaq, parfois conçus en calcédoine blanche, sont également portés à l'inventaire du mobilier lithique saqqaquien,,. Pour l'archéologue Jens Fog Jensen, le mode opératoire spécifique au débitage des outils lithiques saqqaquien consiste à façonner le silex au moyen de plusieurs coupes verticales. Le débitage laminaire propre à la technologie saqqaquienne est obtenu par le détachement d'un fragment de forme curviligne.
De nombreux outils et ustensiles domestiques, notamment les couteaux, les bifaces et les burins sont fabriqués en killiaq, l'équivalent de la cornéenne,,, ou de l'ardoise pétrificatée. Ce type de matériau, également connu sous les termes de ângmâq, angmâq, angmaq et ammaaq,,,, présente une surface aisément polissable,. Par ailleurs, les analyses réalisées sur certains artefacts fabriqués en killiaq, notamment quatre pièces retrouvées sur le site de Qeqertasussuaq, ont montré que ces outils de pierre taillée peuvent avoir une double fonctionnalité : ils sont munis d'un bord latéral faisant office de racloir et d'un second côté qui sert de grattoir. Outre le killiaq, d'autres espèces minérales, notamment le quartz, la quartzite, la calcédoine (dont l'agate), l'ardoise et la pyrite sont des matériaux fréquemment utilisés pour la confection des artefacts d'industrie lithique saqqaquienne,,,,. De manière beaucoup plus rare, la pierre d'obsidienne peut être également utilisée dans la confection des pièces d'outillage.
Les types de matériaux organiques fréquemment utilisés sont le bois flotté — issu de variétés d'essences telles que l'épicéa, le larix et le pin —, l'andouiller de renne et les os de cétacés (en particulier ceux des baleines),,. Pour l'archéologue Bjarne Grønnow, « l’utilisation du bois flotté a joué un rôle déterminant dans la culture matérielle sophistiquée de la société saqqaq ». Le bois flotté est essentiellement utilisé dans la conception des objets destinés à la chasse, dont les lances, les flèches, les javelines, et les harpons, mais également pour la fabrication des kayaks,,.
Quelques harpons mis en évidence sur des sites saqqaquiens de Qajaa et de Nipisat, conçus en os de cétacés et d'autres confectionnés en andouiller de renne, présentent des ornements sous forme de deux à quatre rainures longitudinales. Ces motifs incisés sont régulièrement disposés de chaque côté de la pièce (dorsal et ventral) ,. Des motifs de forme rectangulaire ont été également observés sur des outils lithiques. Néanmoins, la nature symbolique que représente ces ornements n'a pas pu être déterminée.
Pour Meldgaard, dans une publication parue dans les années 1970, les peuples de la culture de Saqqaq, contemporains de ceux de l'Indépendance I, ont très probablement des ancêtres communs avec d'anciennes tribus d'Alaska et du Canada et conçoivent les mêmes types d'armes et d'outils. Selon l'archéologue, les cultures préhistoriques mises en évidence sur la zone qui englobe les territoires allant du détroit de Béring jusqu'à la partie est du Groenland présentent une « continuité » et une « homogénéïté ».

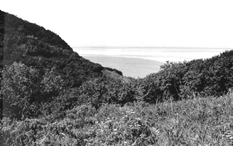
Le site archéologique denbighien d'Iyatayet, dans la région de recensement de Nome.

Compte tenu du faciès et des chaînes opératoires de matériel paléoesquimau pré-thuléen lithique retrouvé à Saqqaq — en particulier la technologie des microlames (en) en obsidienne —, la culture de Saqqaq pourrait être très probablement mise en relation avec la culture de Denbigh Flint tardive mise en évidence par l'archéologue américain James Louis Giddings (en) dans le complexe de Denbigh Flint (en), à Iyatayet, localisé au sein de la région de recensement de Nome, au Cap Denbigh,,,,,, une culture archéologique datée d'environ 5 000 ans AP,. À ce titre, le site du lac de Matcharak, de culture denbighienne, localisé dans la partie nord-ouest de l'état de l'Alaska, au sein de la chaîne Brooks, et dont la période d'occupation est approximativement la même que celle de l'établissement de Qeqersassuak, présente un faciès archéologique très proche du saqqaquien, en particulier le type de matériau utilisé (notamment l'obsidienne) et la technologie de fabrication des burins — dont la base est débitée en « double facette », et affectent une forme de « moufle » —,. La fréquente utilisation du bois comme matériau de confection artisanale se révèle également commune au deux cultures archéologiques.

Artefacts
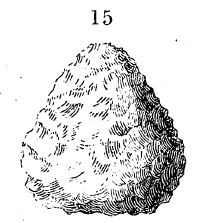
Biface de type saqqaquien retrouvé à Sermermiut au début du XIXe siècle[21],[23].
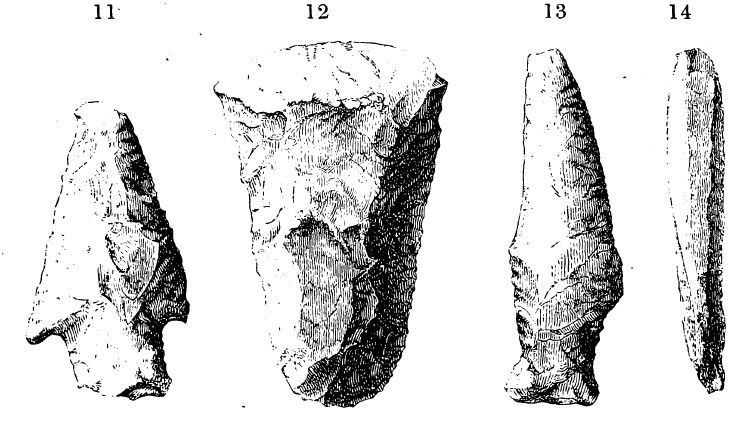
De gauche à droite : pointe de flèche en calcédoine, burin en angmâk, couteau en calcédoine et lame de type saqqaquien[21],[23].
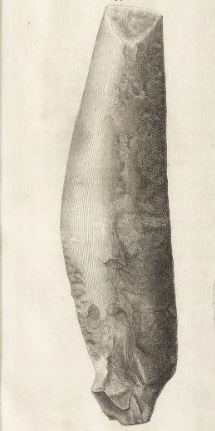
Couteau en killiaq[21],[23].
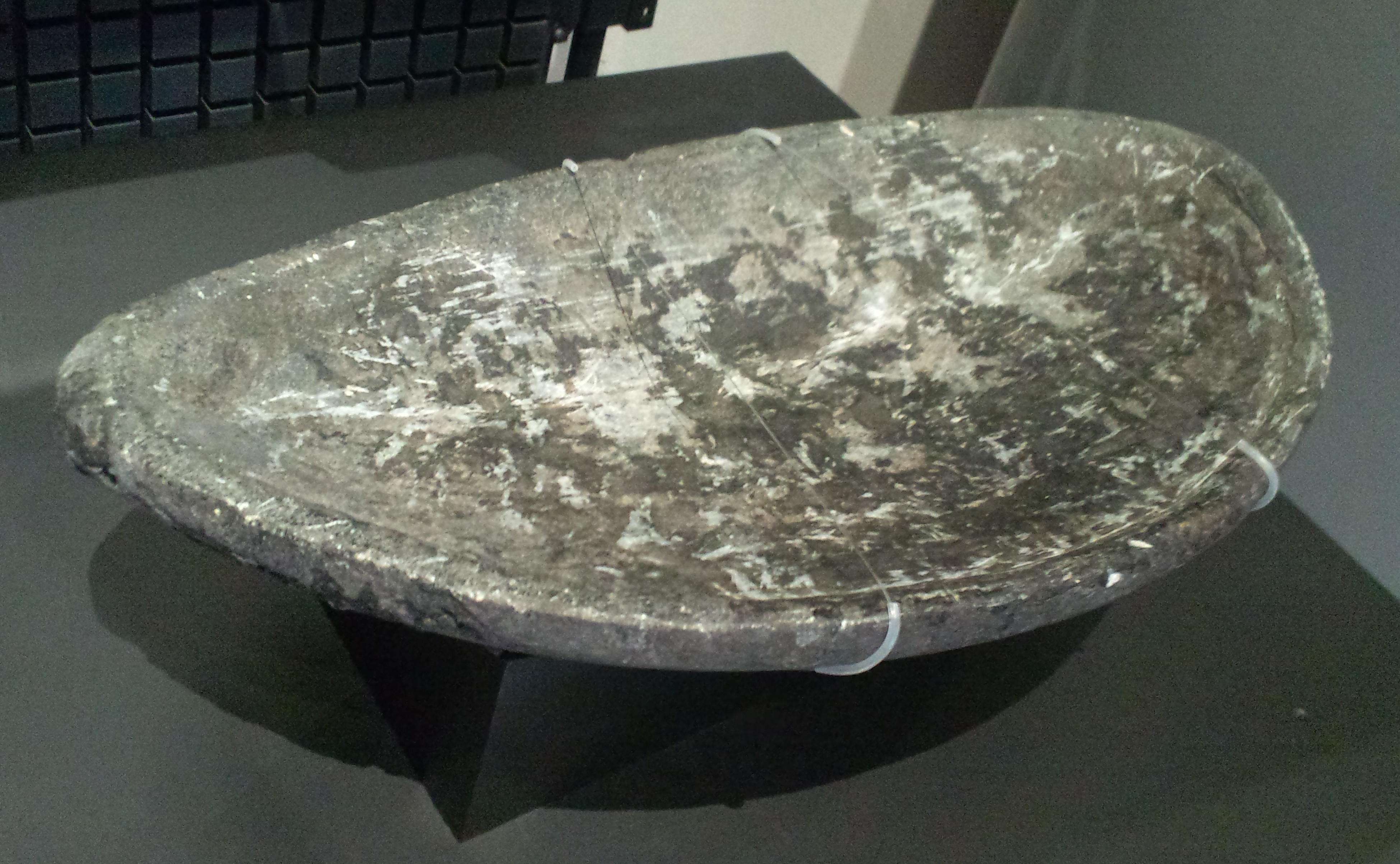
Exemple de lampe à huile fabriquée en stéatite.

### Classification archéo-culturelle
La culture de Saqqaq appartient à l'ensemble appelé « tradition microlithique de l'Arctique » (ou « ASTt »),,,,,,.
La tradition microlithique de l'arctique (en anglais : « Arctic small tool tradition (en) »), a été définie par l'archéologue William N. Irving en 1957, regroupe l'ensemble des cultures archéologiques et technologies lithiques sur un territoire s'étalant de l'est du détroit de Béring, en passant par l'Alaska (y compris les îles Aléoutiennes) et le nord du Canada, jusqu'à l'est du Groenland. Cet ensemble, l'« ASTt », est attribué, selon les estimations, entre 4 500 et 1 000 à 500 années AP (soit 2 550 à 1 450-950 ans av. J.-C.) — pour Marcel Otte, cet ensemble est attesté entre 5 000 et 1 500 ans avant le présent — et est caractérisé par un faciès archéologique incluant un outillage et un débitage de très petite taille (l'industrie microlithique), dont des microlames, des éclats, des burins et des bifaces retouchés. Outre le Saqqaquien, ce groupe comprend le Pré-Dorsétien, l'Indépendancien I et II et le Denbighien,,,,,,,.
En outre, le saqquaqien peut également être classé au sein d'un sous-ensemble appelé « tradition microlithique de l'Arctique oriental », un sous-groupe qui inclut également l'Indépendancien I et II ainsi que le pré-dorsétien,.

## Répartition géographique et principaux sites d'établissements

### Groenland

#### Vue d'ensemble et principaux sites d'établissement
La culture de Saqqaq est répartie sur les zones côtières nord-ouest — de la commune d'Uummannaq jusque dans le sud de la baie de Melville, —, ouest, sud-ouest, sud, sud-est et est du Groenland,,,,. Pour Tinna Møbjerg, la distribution géographique du Saqqaquien est « complémentaire à celle de l'Indépendance I ». En outre, une grande partie des établissements saqqaquien sont disposés dans les aires territoriales intérieures et extérieures des fjords. Le site inventorié « L4/065 », localisé dans la région de la ville de Nuuk, à proximité de la commune de Maniitsoq, et établi à dans l'aire du lac de Tarsartuup Tasersua, est le seul établissement saqqaquien connu se trouvant à l'intérieur des terres groenlandaises,.

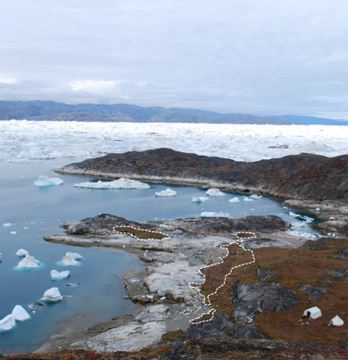
Site archéologique de Qajaa (les zones entourées de pointillés blancs représentent les terrains excavés et fouillés).

Au Groenland, bien que l'aire de diffusion de la culture de Saqqaq recouvre approximativement les deux-tiers sud du littoral, les établissements qui présentent ce type de faciès archéologique ce concentrent principalement dans la zone ouest, au sein de la baie de Disko et sur la côte située au sud,,,. Dans cette zone, les sites identifiés comme ayant une phase saqqaquienne sont, du nord au sud : Qaarsut, ; Sermermiut, établi dans la partie sud-ouest du fjord glacé d'Ilulissat,, ; le site de Saqqaq, établit sur la côte méridionale de la péninsule de Nuussuaq,, ; Qajaa, situé à 18 km en axe sud-ouest d'Ilulissat, sur la rive orientale du fjord Jakobshavn Isbræ,, ; Qeqertasussuk, qui trouve son emplacement sur l'île de Tombolo, une terre qui se développe d'est en ouest sur longueur de 3 km et une largeur de 2 km du nord au sud, est localisé à 35 km en direction du sud du bourg de Qasigiannguit,, ; le site d'Akulliit (ou Akugdlît), localisé à une dizaine kilomètres de Qeqertasussuk ; le site de Nipisat, établi sur une île située à 15 km au sud de la commune de Sisimiut, ; Angujaartorfik, localisé dans la commune de Maniitsoq, ; Itinnera (de),,  (ou Itivnera), est localisé à l'embouchure du fjord de Nuuk et à 4 km en axe sud-ouest du village de Kapisillit,,. — l'établissement, dont la période d'occupation est datée au 14C entre (3 140 (± 120) et 2 960 années (± 110) avant le présent, comporte les vestiges d'un habitat ayant délivré une molaire d'un individu appartenant au peuple de Saqqaq. — ; et Akia (ou Akiani), situé dans la partie Nord de Sisimiut,,,.

Sites
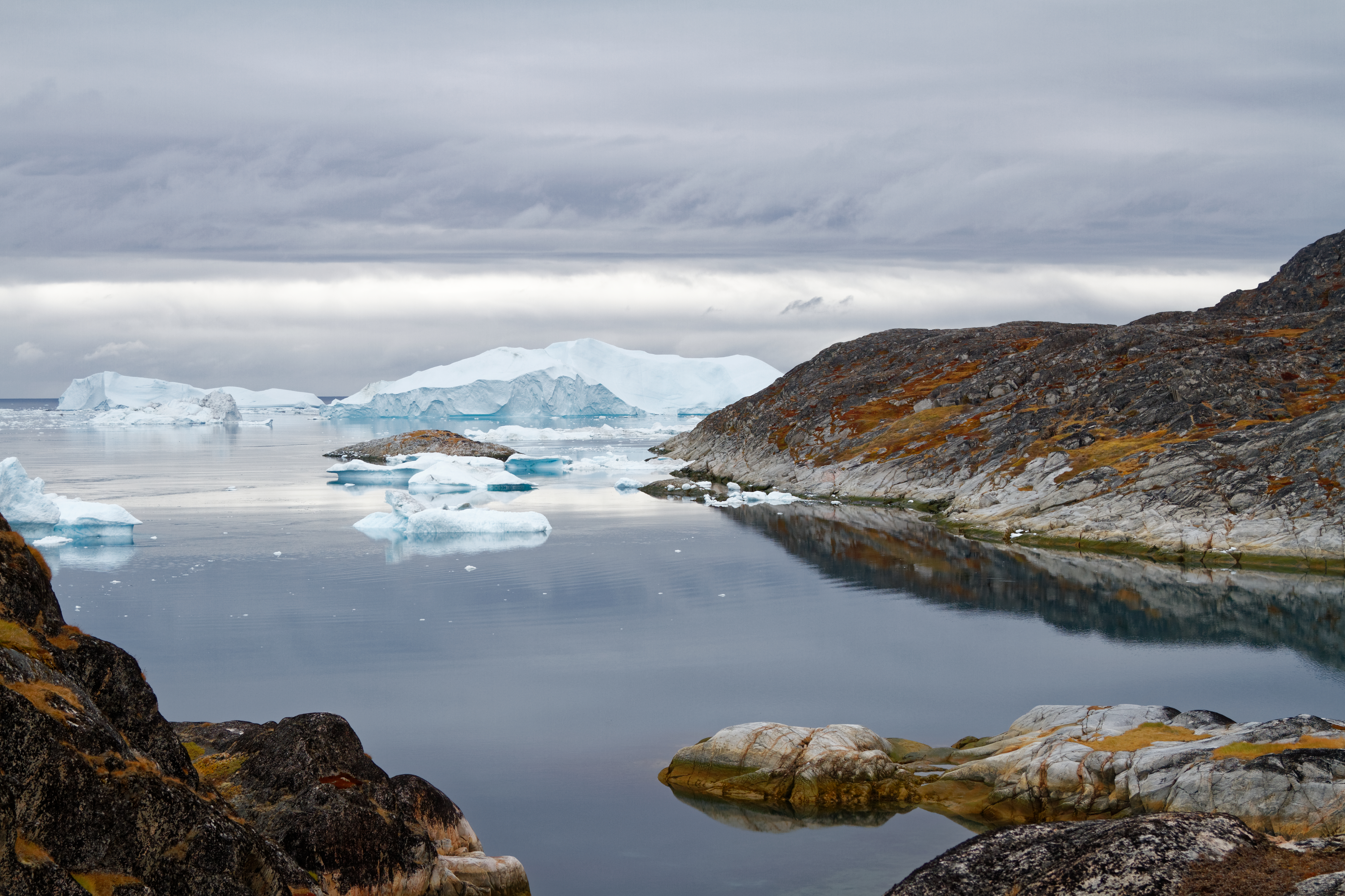
Rives de Sermermiut.
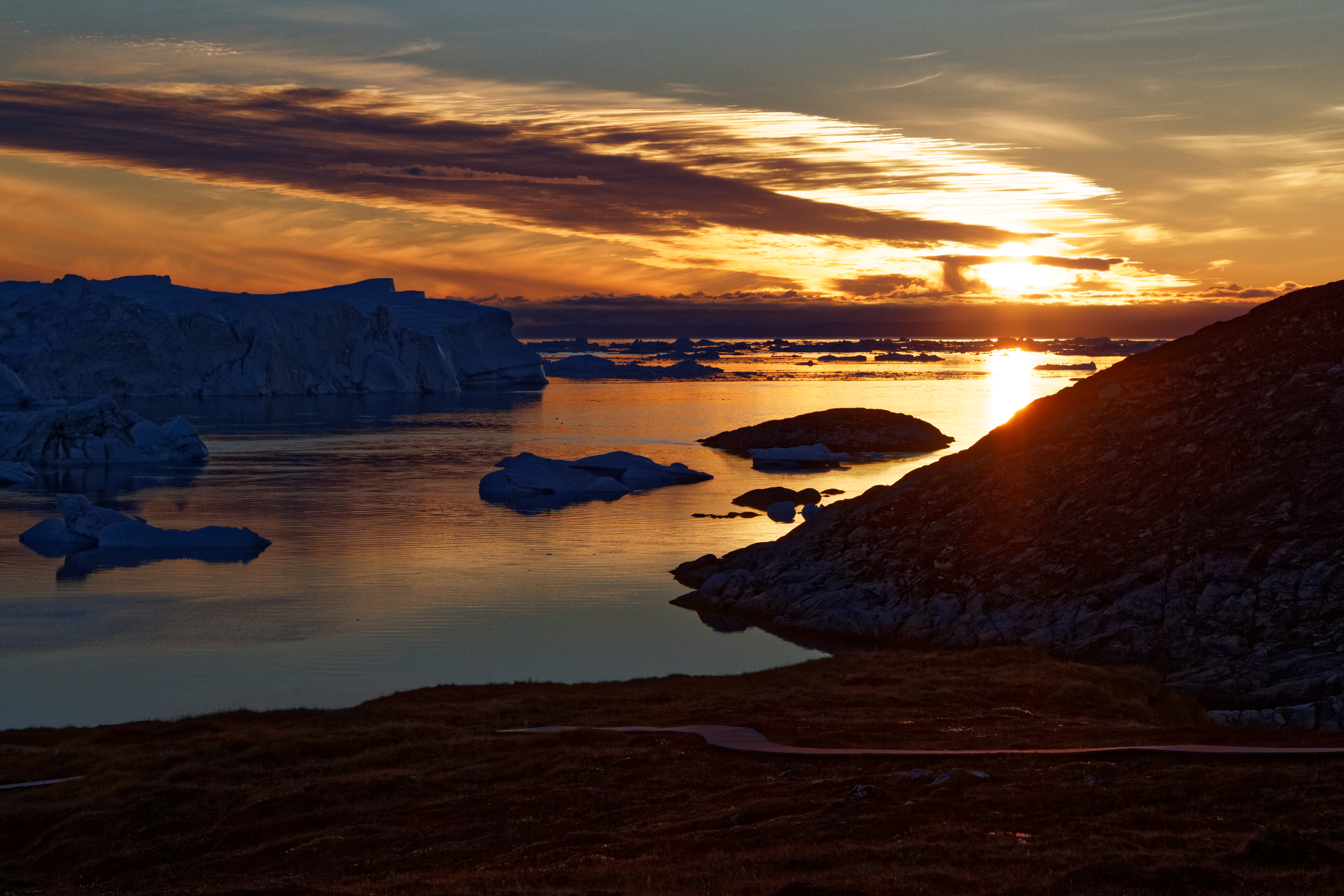
Rives de Sermermiut.
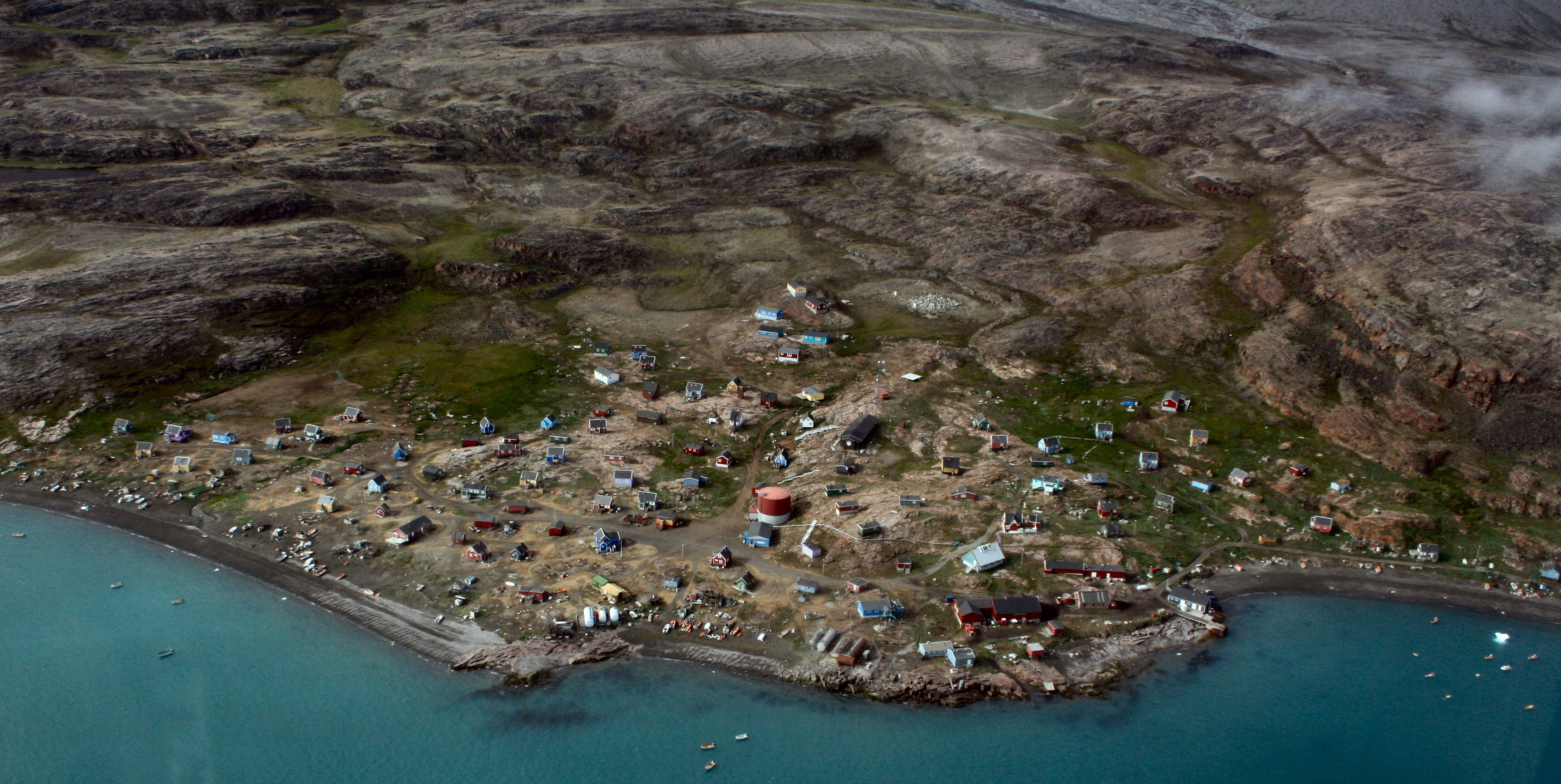
Vue aérienne du village de Qaarsut[Note 24].
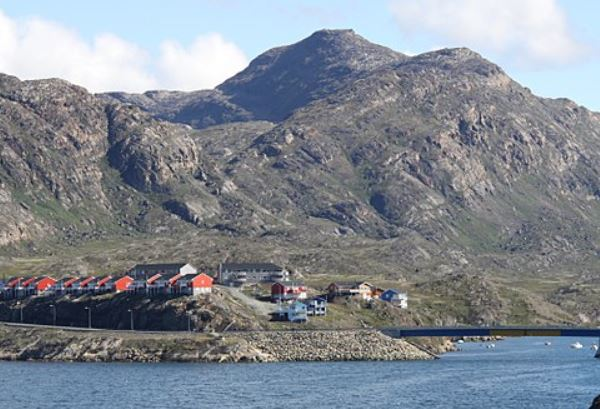
Akia, au nord-ouest de Sisimiut.

#### Zone littorale nord-ouest, ouest et sud-ouest
Sur le littoral ouest du Groenland, des traces de la culture de Saqqaq ont été identifiées d'Upernavik au nord, jusqu'à Qaqortoq, au sud,,.

##### Zone littoral nord-ouest

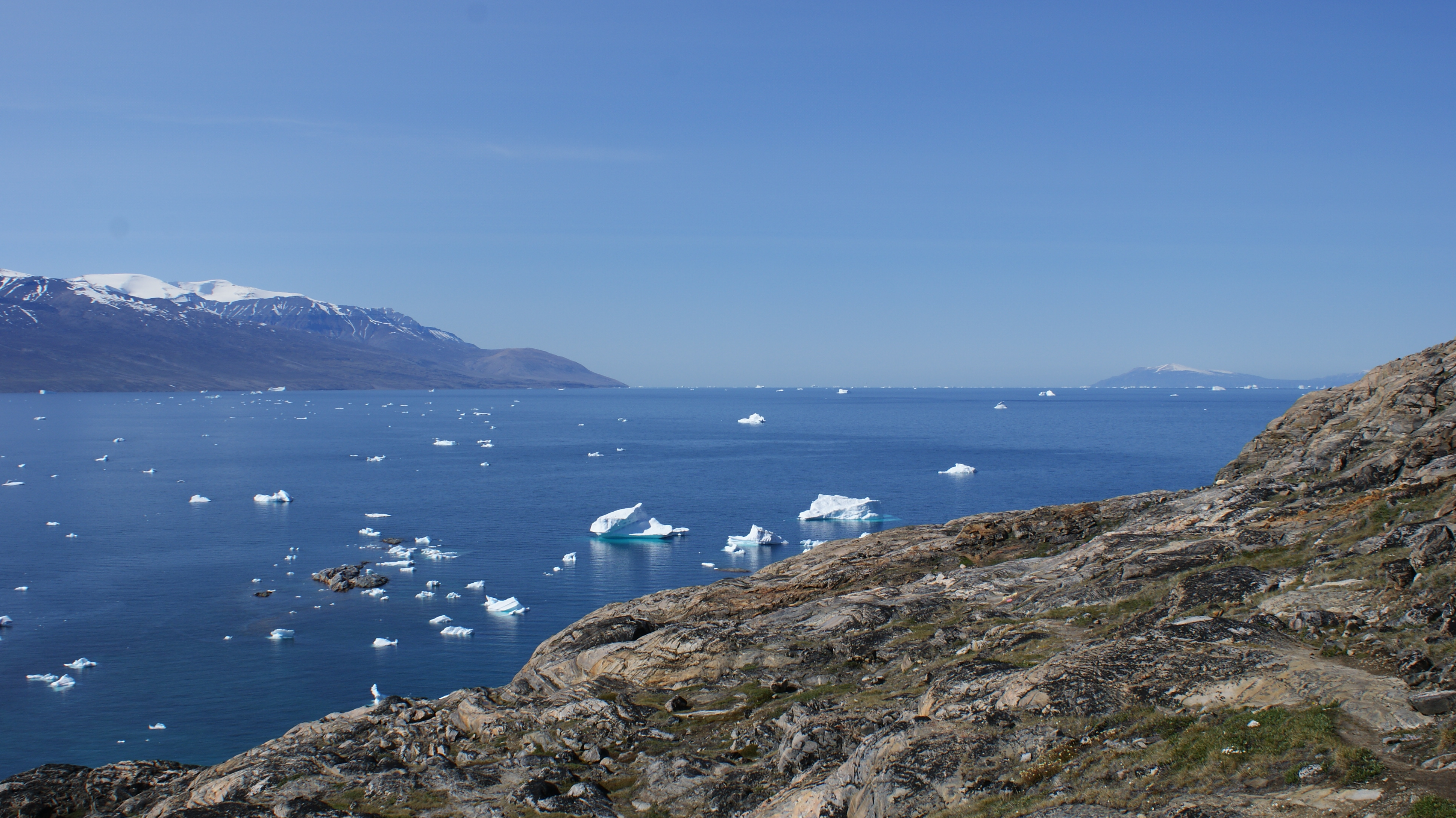
Qasigissat, sur l'île d'Uummannaq.

Des traces de la culture de Saqqaq ont été inventoriées sur le littoral nord-ouest du Groenland, sur un territoire allant de d'Uummannaq jusque dans la partie sud de la baie de Melville,. En raison du faible nombre de prospections archéologiques réalisées entre Uummannaq et Qannaaq, les connaissances sur la culture de Saqqaq au sein de cette région se révèlent relativement pauvres.
Dans la partie sud-ouest de l'île d'Uummannaq (en) des gisements d'artefacts confectionnés en stéatite ont été mis en évidence. Ces objets, qui consistent essentiellement en lampes à huile ont été retrouvés à proximité de carrières. Ces carrières de stéatite, dont la surface présentent des empreintes d'extraction datées d'environ 2 000 ans av. J.-C., ont probablement été exploitées par le peuple de Saqqaq.

##### Baie de Disko
Au sein de la baie de Disko (Qeqertarsuup Tunua en groenlandais), les anciens établissements identifiés ayant une séquence chrono-stratigraphique comprenant une phase d'époque saqqaquienne certaine sont représentés, entre autres par les sites d'Iparalik, d'Ammaat, Uummannatsiaq, Uummannatsiaq « Est », Qaarsut, Ikorfat, Nuussutaa, dans le village de Nuussuaq ; de « Karl Thorleifs site », d'« Hannibals site », « Amalies site », Saqqaq Niaqornaarsuk, ceux de « Marsh Grass site » et d'Akunaaq, d'Illutisaat, d'Illorsuit, d'Ilerfit, de Tasilik, d'Illuluarsuup Talerua, d'Aarlungavik sud, de Tupersuit, d'Eki, d'Illumiut, d'Oqaatsuarsuit (Rypeholm Sundet), d'Eqaluit Nuuat (Laksebugt en danois), Nuuk, Niisat, de Marias, de Niaqornaarsuk Ilorleq, de Niaqornaarsuk Ilorleq, d'Illorsuatsiaat, ceux de Tunutta Imaa (Nord, Est et Ouest), Uigorleq, Tussaaq, Annertusoq, Ikamiut, Naajannguit, et Uingasoq.

Baie de Disko
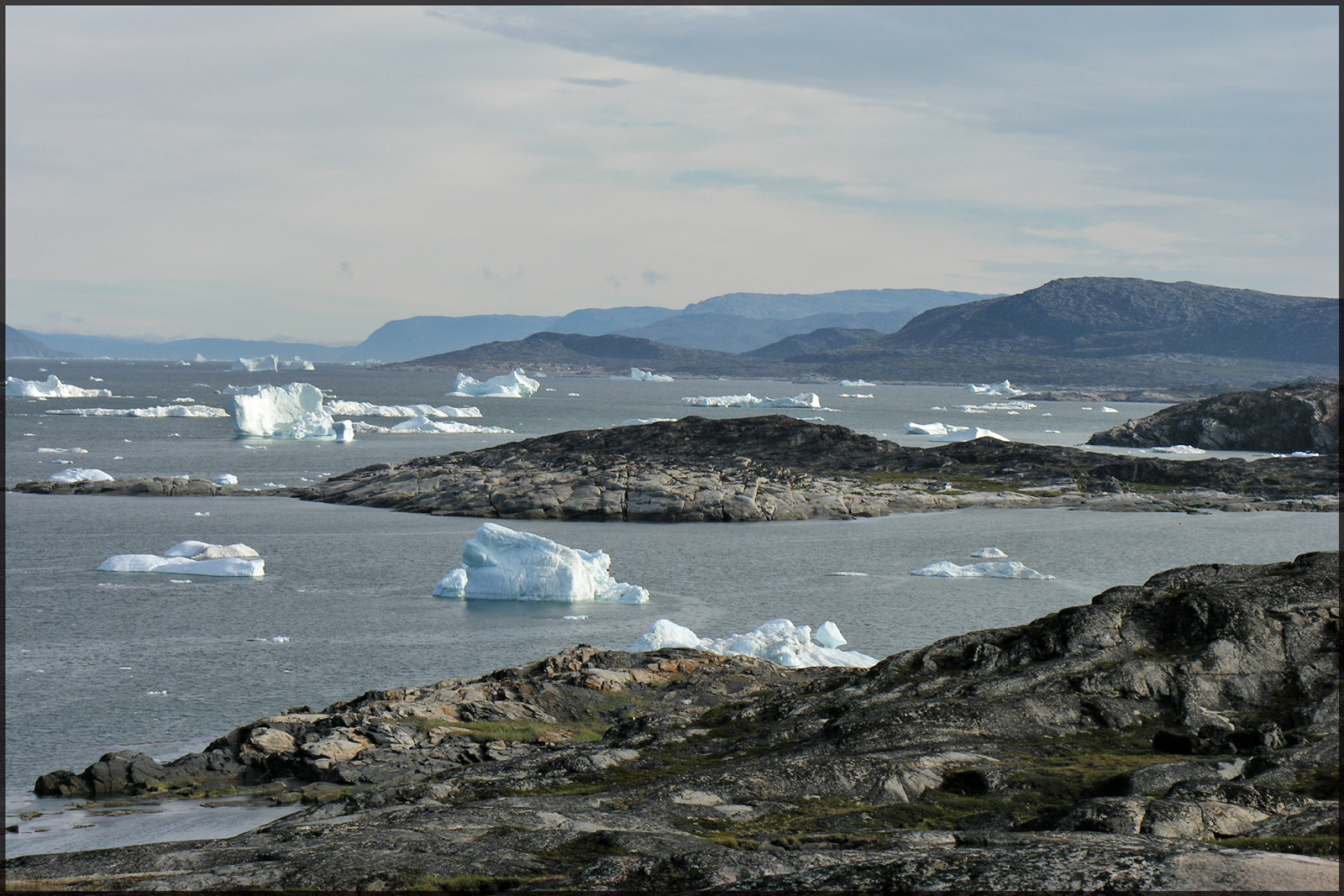
Littoral bordé par la baie de Disko.
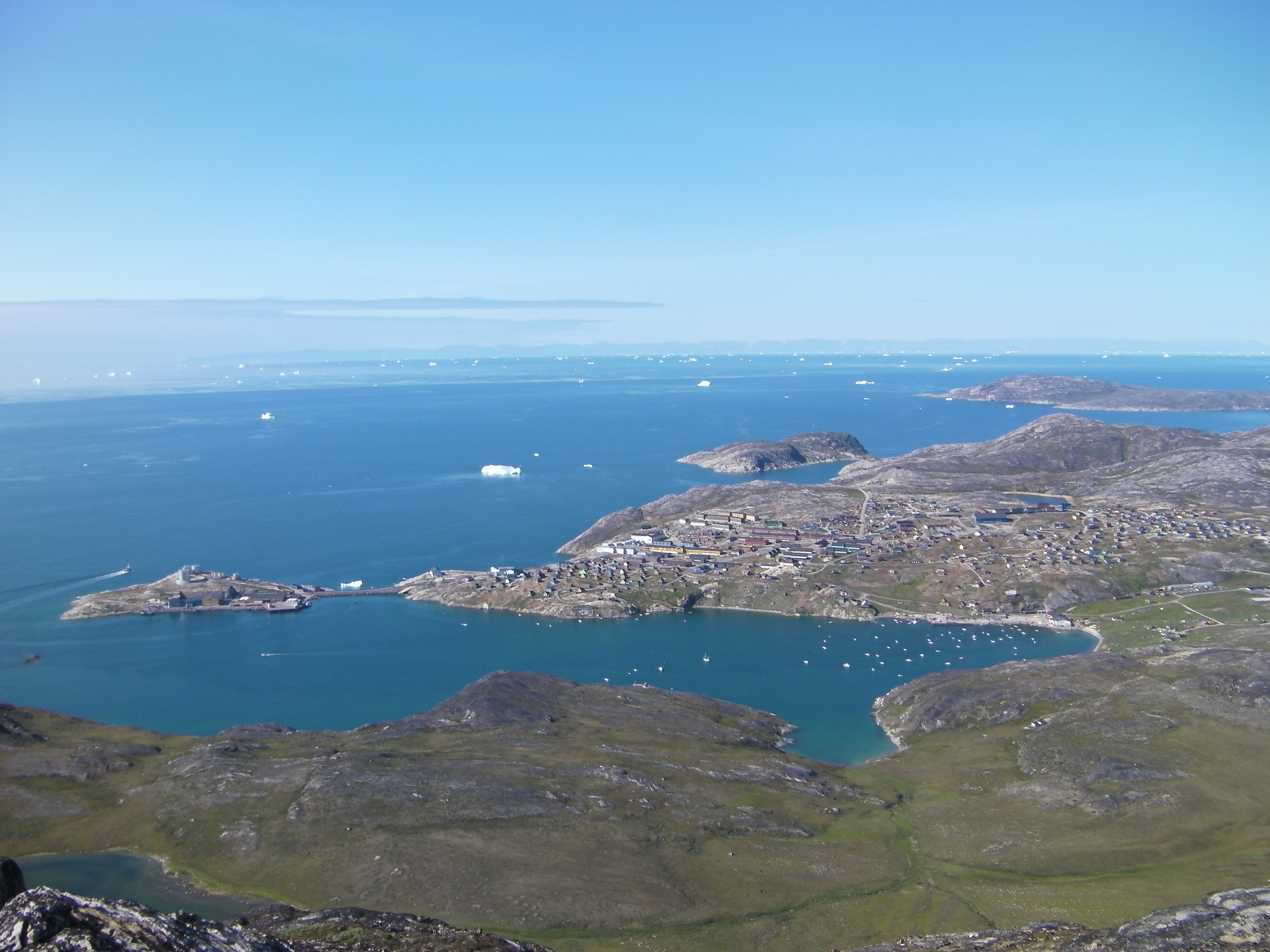
Vue panoramique de Qasigiannguit dans la baie de Disko (localité où 3 sites saqqaquien ont été mis au jour[168],[169],[170]).
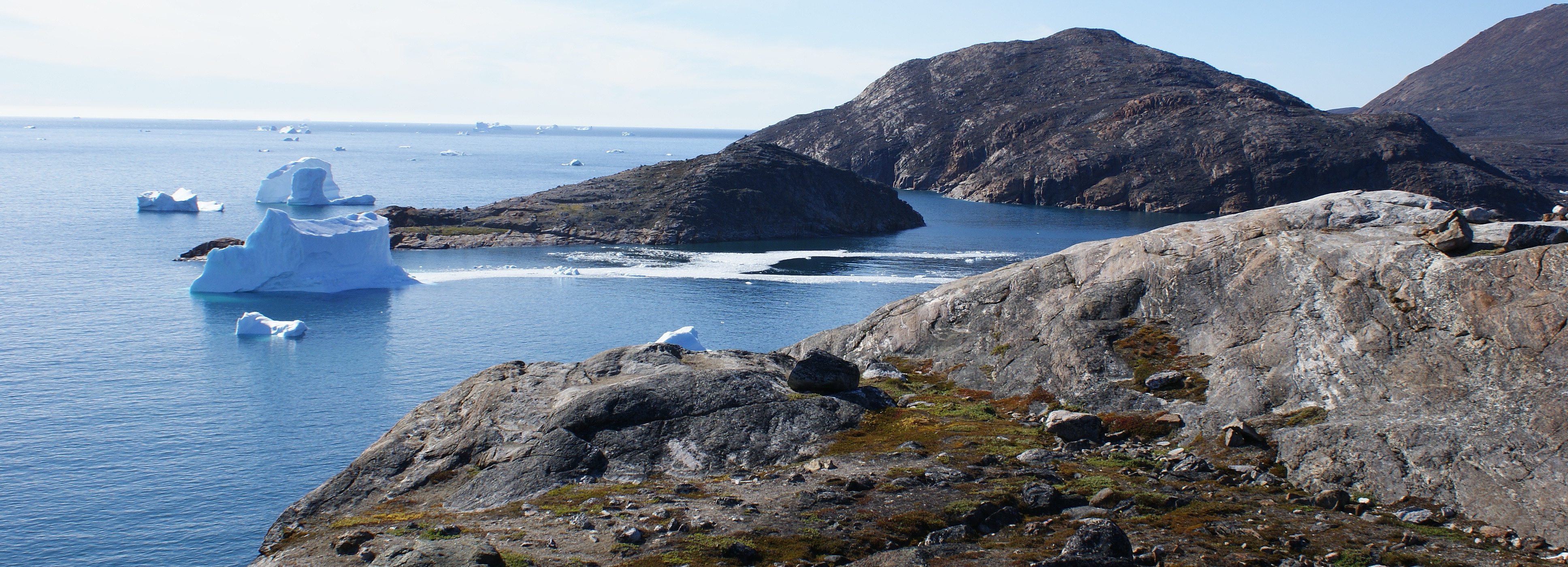
Panorama des rives de Nuussuaq, village dans lequel se trouvent 6 sites saqqaquiens.

##### Zones littorales et région sud-ouest
Des fouilles entreprises sur un site se trouvant à Kangerlussuaq, implanté sur les rives du lac de Tasersiaq (ceb), ont permis de révéler des traces de période saqqaquienne.
La culture de Saqqaq est représentée sur le site d'Asummiut — inventorié sous les termes de « Asummiut SIK901 » — établissement localisé dans le district de Sisimiut, et bordé par les rives de la baie de Kangerluarsunnguaq (qui s'ouvre sur le détroit de Davis) et utilisé les phases du Saqqaq ancien et récent (entre 2 500 et 500 ans av. J.-C.),,,,.
Les investigations préventives conduites en 2002 sur cinq établissements de culture saqqaquienne, situés sur les rives du lac de Tasersiaq (ceb) ont permis de révéler plusieurs vestiges d'habitat. L'un d'entre eux, le site répertorié sous le nom d'inventaire « L127/138 », excavé sous une épaisseur d'environ 10 cm de couche sédimentaire, dispose d'un sol pavé, un assemblage probablement fait de pierres portées au feu. Une seconde ruine, répertoriée « L161/067 », est aménagée d'un foyer en caisson. Les restes charbonneux mis en évidence au sein de cet habitat saqqaquien sont datés entre 2 133 et 1 925 années av. J.-C. Sur le site « L161/067 », six ruines d'habitations d'époque saqqaquienne, ont été également découvertes. Ces six vestiges, datés entre 1 942 et 1 779 ans av. J.-C. sont aménagés d'une structure axiale et disposent d'une enceinte circulaire,. Le site no L166/072, établi au sommet d'un promontoire, a, quant à lui, délivré deux habitats affectés d'une forme circulaire et associés à un mobilier constitué d'éclats de petite taille. Au sein de la région du lac de Tarsartuup Tasersua, ces mêmes prospections ont permis de mettre au jour plus de six ruines disposant d'une enceinte circulaire de 2,5 m de diamètre,. Ces vestiges, mis en évidence sur le site no L4/065, à une profondeur d'environ un mètre au-dessous du niveau du lac Tarsartuup Tasersua, disposent chacun d'un aménagement axial (« midpassage »),.
D'anciens établissements implantés à proximité des rives du fjord de Nuuk (ou Nuup Kangerlua), tels qu'à Akia (ou Nordlandet en danois,), dans le district de Maniitsoq, ; Tuapassuit, situé dans le nord Nuussuaq, à proximité de la localité de Qoornoq (en) — probablement un site ayant rassemblé plusieurs habitats (4 à 5) mais répartis de manière dispersée sur un territoire de se développant sur une longueur d'environ 100 m et daté d'environ 2 200 ans av. J.-C. — ; ainsi qu'aux environs
du village de Kapisillit,. Des investigations préventives ont permis de retrouver un corpus composé d'un total 650 pièces d'artisanat saqqaquien, dans les couches stratigraphiques de l'un de ces sites. Ces artefacts, lors de leur mise au jour, était entourés par les ruines d'une structure d'habitation.
Dans une moindre mesure, des sites, tels que l'un de ceux mis en évidence à Narsaq (le site est répertorié sous les termes de « ferme landáma Ø 17a »), dans la municipalité de Kujalleq, ont révélé la présence d'une phase de période saqqaquienne recouverte par des couches stratigraphiques d'époque nordique. Plus au sud, aux environs du cap Farvel, la présence d'un faciès saqqaquien est également attestée sur une période allant jusqu'aux environs de 700 ans av. J.-C.,.

Zones littorales et région sud-ouest
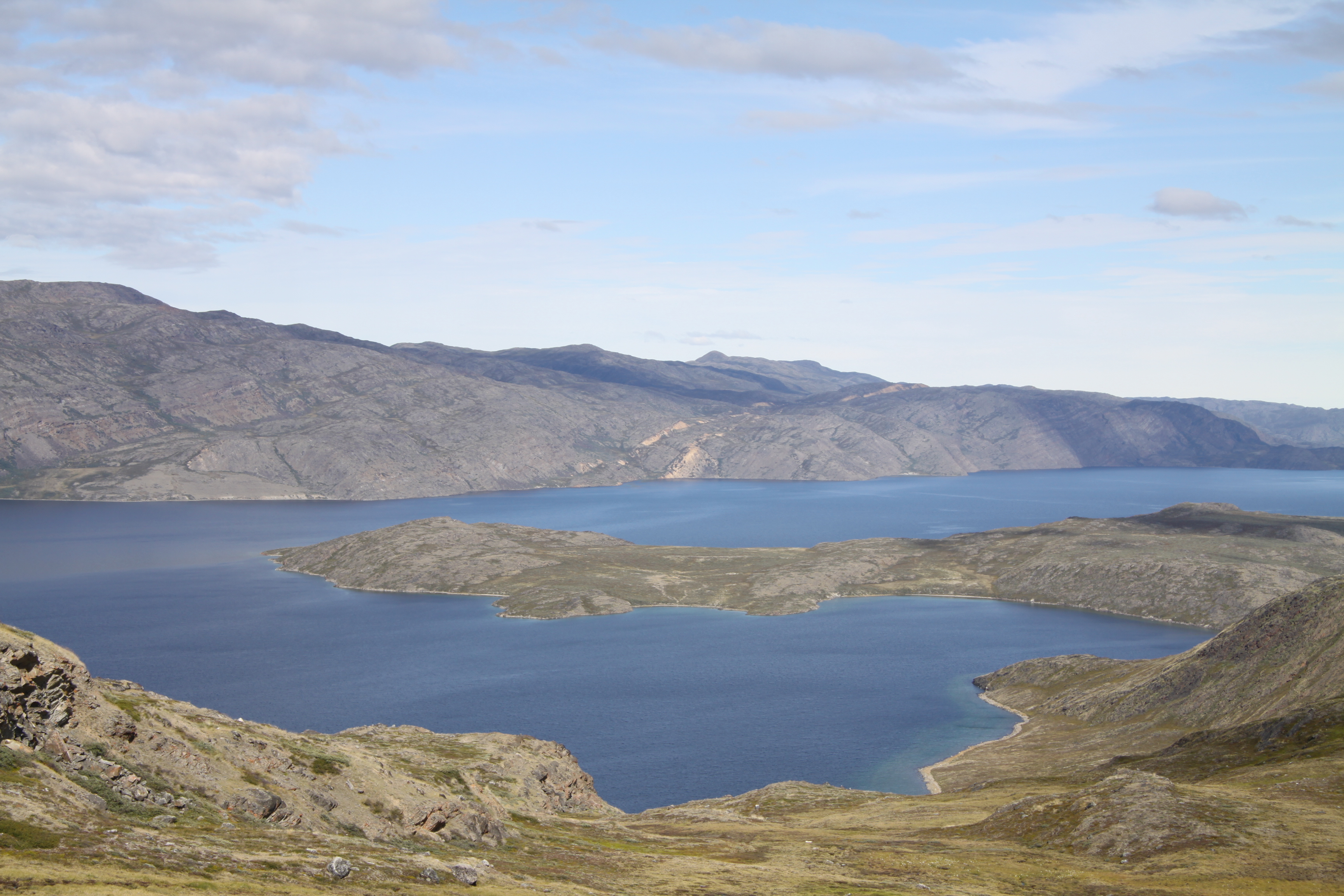
Rives du lac de Tasersuaq, à Kangerlussuaq.
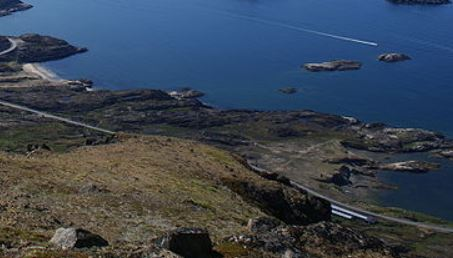
Le site d'Asummiut est situé ici en contrebas du massif de Palasip Qaqqaa, près de la piste de l'aéroport de Sisimiut[190],[72],[73],[74].
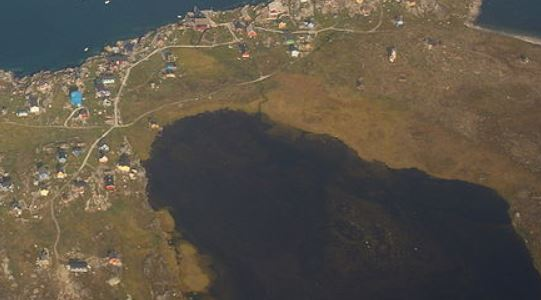
Vue satellite du lac Tasersiaq.
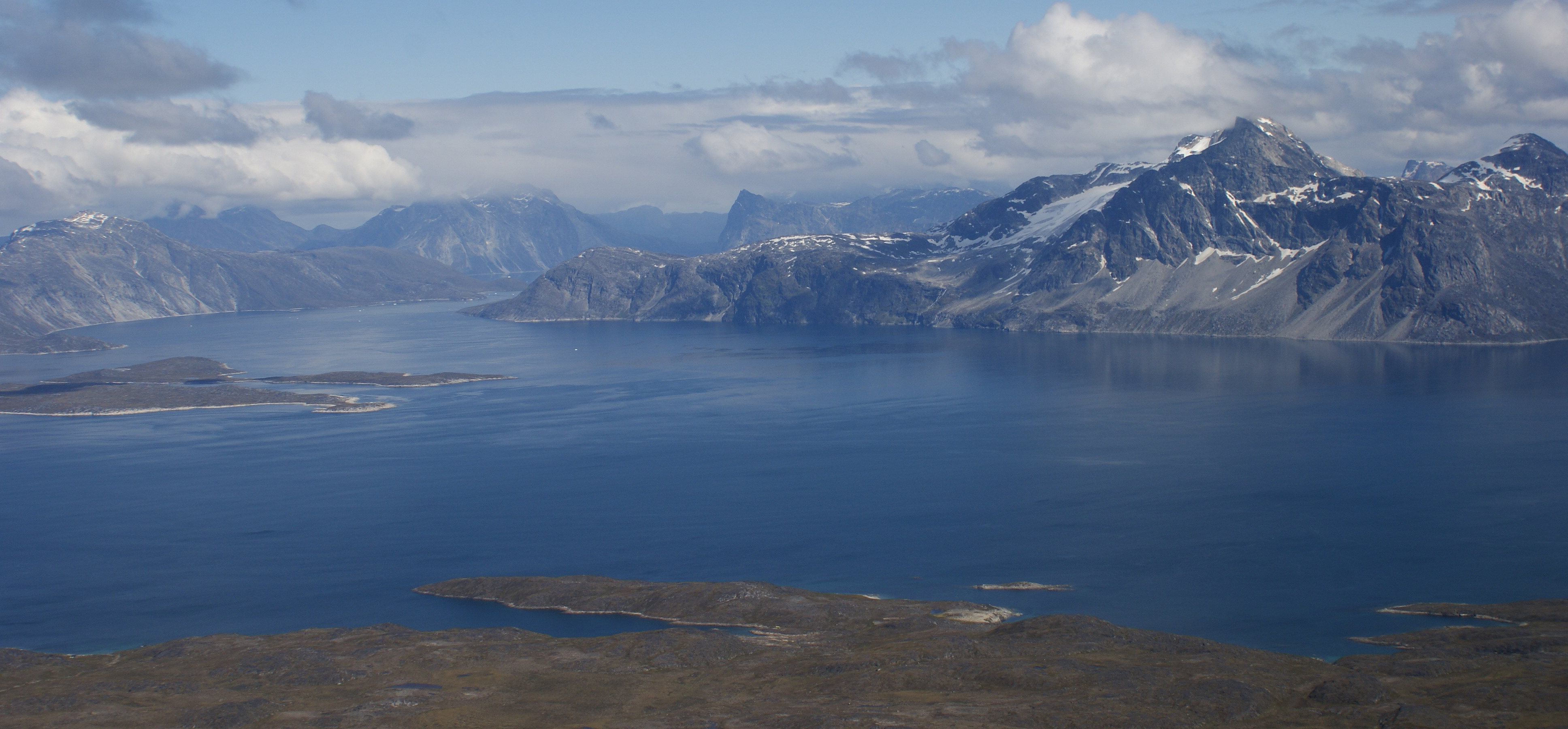
Vue aérienne du fjord de Nuuk.
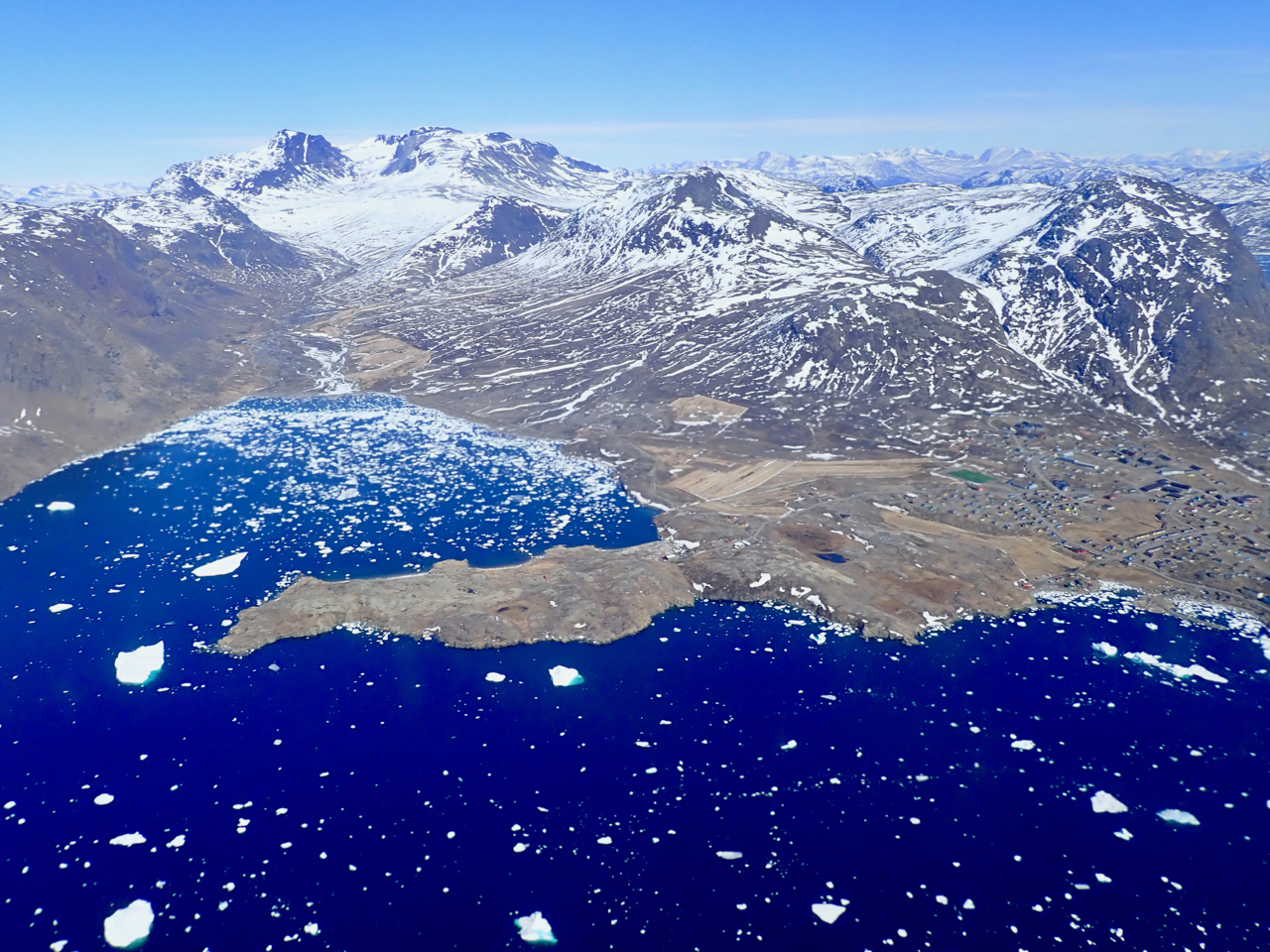
Vue aérienne de Narsaq.

#### Zones littorales sud-est, est et nord-est

##### Zones littorales sud-est et est
Sur les côtes orientales du Groenland, le saqqaqquien est essentiellement représenté dans l'ancien district d'Ammassalik, et à Uunarteq, dans le fjord du Scoresby Sund,,.
Au sein du district d'Amassalik, la culture de Saqqaq est attestée dès 1 885 années av. J.-C.. Dans cette région, les sites ayant des traces matérielles de culture saqqaquienne ont été identifiés sur l'île d'Ammassalik, dans la vallée et sur les du fjord de Sermilik, à Ikaasap Ittiva, ainsi qu'à Quarmiit. Ikaasap Ittiva, — également connu sous le nom de Ikâsap Igtiva), est ancien établissement bordé par un détroit (Ikaasap ou Ikasap) et localisé dans la partie orientale du fjord d'Ammassalik, à l'extrémité nord-ouest d'une île,,,,,. Le site d'Ikaasap Ittiva trouve également son emplacement à mi-chemin entre les localités de Kulusuk, en axe sud-sud-ouest et celle de Kuummiut, en axe nord-nord-est,. Les premiers indices d'occupation saqqaquienne d'Ikaasap Ittiva, qui a délivré plusieurs pièces d'outillage lithiques comparables à celles des sites de Qeqertasussuak, de Nipisat ou encore de Sisimiut, sont datés d'environ 2 000 ans av. J.-C. Les fouilles opérées à Ikaasap Ittiva ont permis de retrouver les vestiges d'une structure domestique affectée d'une forme circulaire. La phase saqqaquienne du site cesse vers 1 000 ans av. J.-C. et est suivie par une période dorsétienne
À l'embouchure du Scoresby Sund, dans sa partie nord-est, la culture de Saqqaq est attestée sur le site du Cap Tobin,,,. Les gisements mis en évidence au Cap Tobin se présentent sous la forme de fragments de pièces d'outillage et d'éclats lithiques attribués au Saqqaq tardif,.

Zones littorales sud-est et est
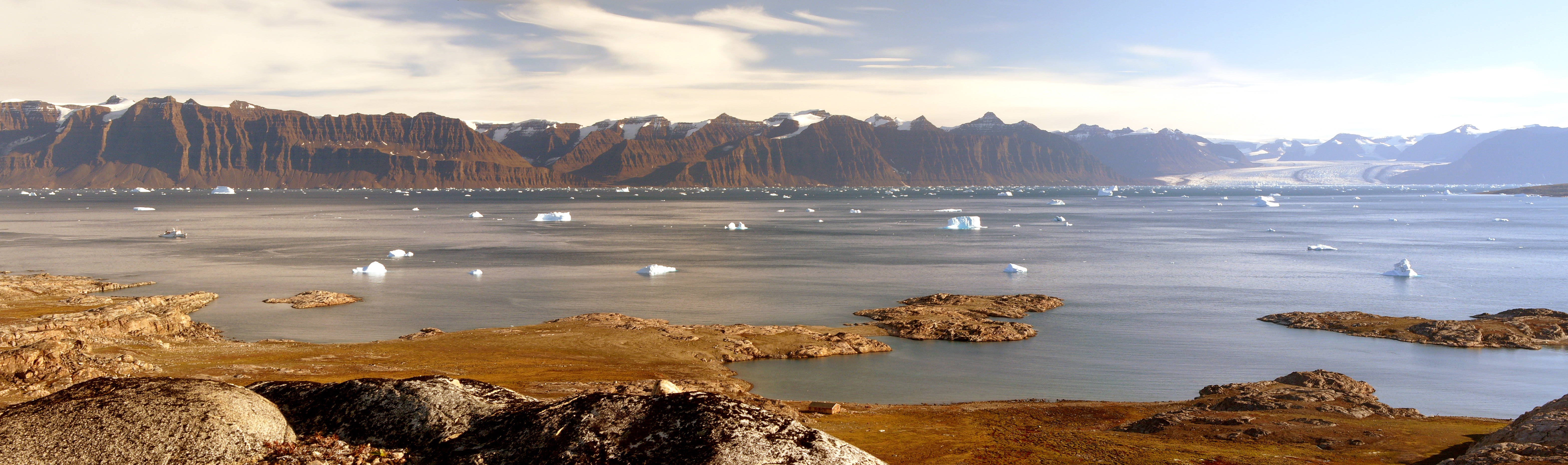
Le fjord du Scoresby Sund.
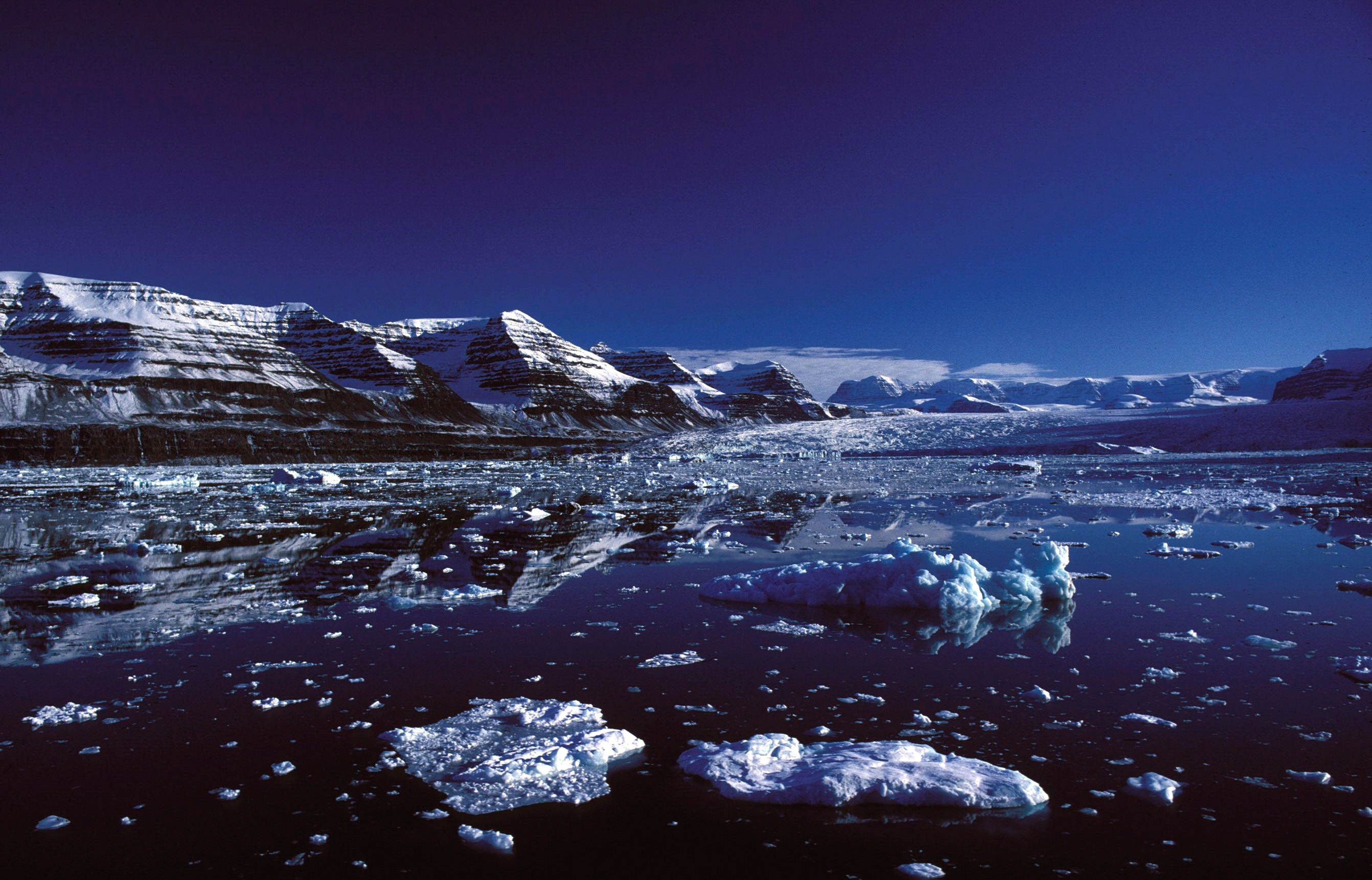
Rives du fjord d'Ammassalik.

##### Zones littorales nord-est

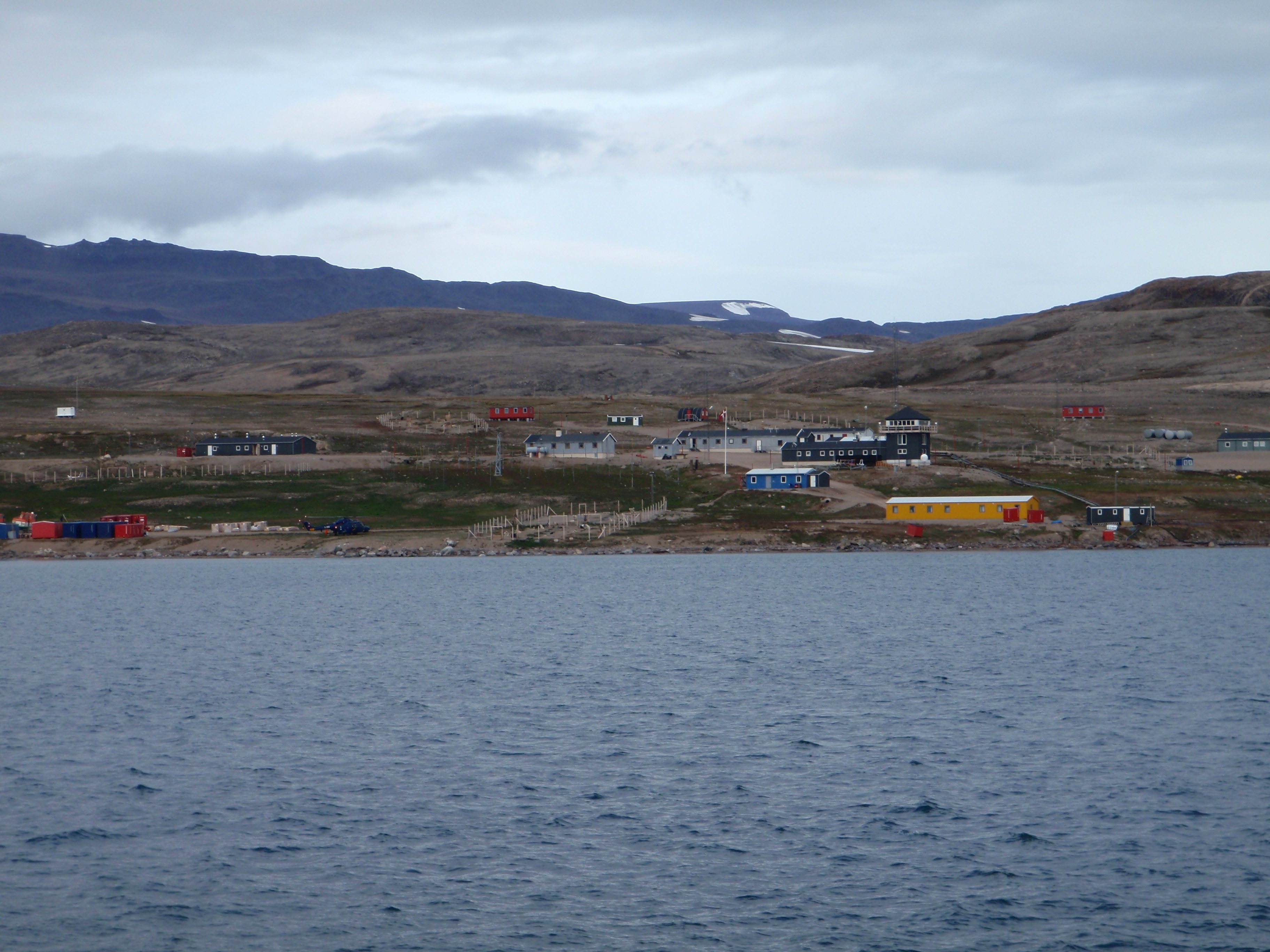
Sud-est de la péninsule de Wollaston Forland (ici : environs de la station de Daneborg).

Plus au nord-est, à Cap Berghaus (ceb), un établissement localisé dans le sud-est de la péninsule de Wollaston Forland (en), à proximité de la station de Daneborg, des traces de la culture de Saqqaq sont attestées par la présence de burins façonnés dans du basalte local et affectés d'une extrémité active en coupe distale retouchée,. Sur un site archéologique localisé à quelques kilomètres de Cap Berghaus, en direction du nord-est, mais également sur le site inventorié « Cla-42 » des bifaces, des lames et des microlames de type saqqaquien, également fabriqués en basalte, ont été mis en évidence dans les années 2000,,.
Dans la même région, le site de l'île Walrus (anciennement Hvalros O, ou Hvalrosø,), localisé à 2 km de l'île Sabine en direction de l'est, a révélé deux vestiges d'habitations saqqaquiennes en pierre. Ces habitats préhistoriques, établies sur la partie nord-ouest de l'île Walrus, présentent chacune un espace dégagée et un plan au sol de forme ovale. La présence d'éclats fabriqués en basalte à grain fin et issus de la réalisation de bifaces débités retrouvés à l'intérieur des vestiges, a permis d'attester que ces deux habitats ont été occupés par des saqqaquiens.
Dans la zone nord-est du Groenland, des traces de la culture de Saqqaq ont été identifiées au Cap Breusing (ceb) (anciennement appelé Cap Holcha), établissement situé dans l'est de l'île Clavering,. Le saqqaquien a été également diffusé au Cap Saint-Jacques (ceb), ancien établissement localisé dans la partie sud-ouest de l'Île-de-France (également connue sous le toponyme de Qeqertaq Prins Henrik),,,. Le site du Cap Saint-Jacques a notamment délivré des vestiges d'habitations disposant d'une double plate-forme et aménagés d'une structure axial.

### Île d'Ellesmere

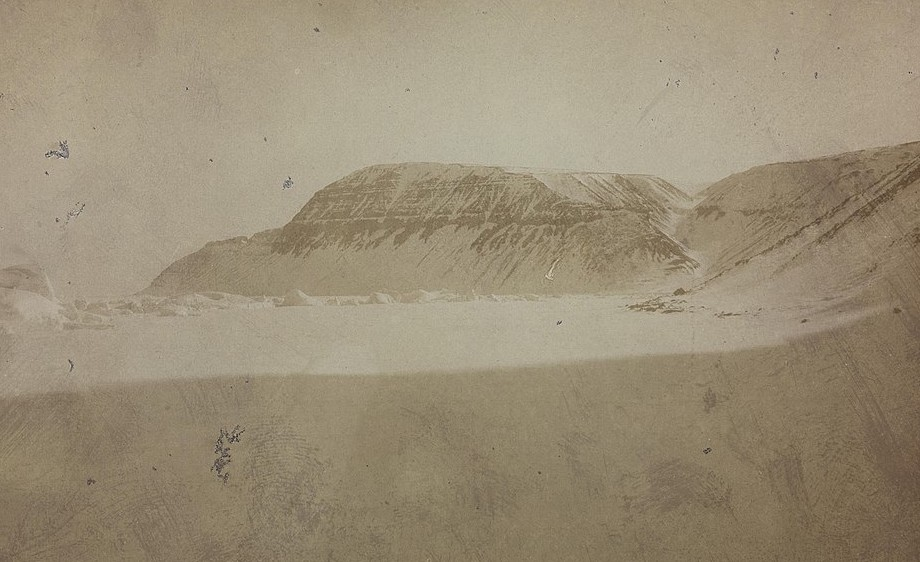
Panorama de la partie orientale de la péninsule de Bache.

Aux établissements saqqaquiens du Groenland, s'ajoutent également ceux identifiés sur la péninsule de Bache, dans la partie centro-orientale de l'île d'Ellesmere, dans le Nunavut, au Canada,,,. Les datations au 14C ont permis d'établir que ces quatre sites ont été utilisés sur une période allant d'environ 2 500 à 1 500-1 400 ans av. J.-C. Les fouilles opérées sur les 4 sites canadiens ont permis de révéler un mobilier composé d'artefacts lithiques et associé à un assemblage faunique,.
Les sites d'Ellesmere répertoriés « Bight Site - F1 » et « Bight Site - F2 » ont chacun délivré un os de bœuf musqué respectivement datés entre 2 180 à 1 880 années av. J.-C. et de 2 460 à 2 200 ans av. J.-C. Sur les sites inventoriés « Topo Site » et « Beacon Site », des ossements de Lagopède des saules ont été exhumés, les uns datés de 1 870-
1 630 ans av. J.-C. et les autres entre 1 495 et 1 400 ans av. J.-C.
Un quatrième site de culture saqqaquienne, inventorié sous le nom de « Bight Site SgFm- 16 », localisé à l'extrémité sud-est de la péninsule de Knud (en) a fourni les mêmes types d'éléments lithiques et organiques,,,,.

### Carte de répartition des sites saqqaquiens
| As Qg Qt Uu Sr Narsaq Kap Farvel Sites de l'île d'Ellesmere Upernavik Sq Qj Qeqertasussuak Ts Tt N1 Angujaartorfik Itinnera K-588 AkS Sk At L1 L4 Ak Ikâsap Igtiva Sermilik Cap Tobin Qq A1 Walrus Cp Cap Saint-Jacques Cl |

Légende
| - Sq = Saqqaq - Qj = Qajaa - Qt = Qaarsut - Sr = Sermermiut | - Qt = Qerqertasussuak - Ni = Nipisat I - Uu = Île d'Uummannaq - At = Asimmiut | - Ak = Akia (fjord de Nuuk) - AkS = Akia (nord-ouest de Sisimiut) - Sk = Site à Kangerlussuaq - A1 = Site A1 à Cap Berghaus | - Cp = Site au Cap Breusing - Qq = Site à Qerqertaq - Ts = Site du lac Tasersiaq - N1 = Nipisat I | - Qg = Sites à Qasigiannguit - Tt = Tarsartuup Tasersua - Cl = Site Cla-42 - L1 = Site L127/138 | - L4 = Site L4/065 - As = Asummiut |

### Sites présentant un faciès archéologique proche du saqqaquien

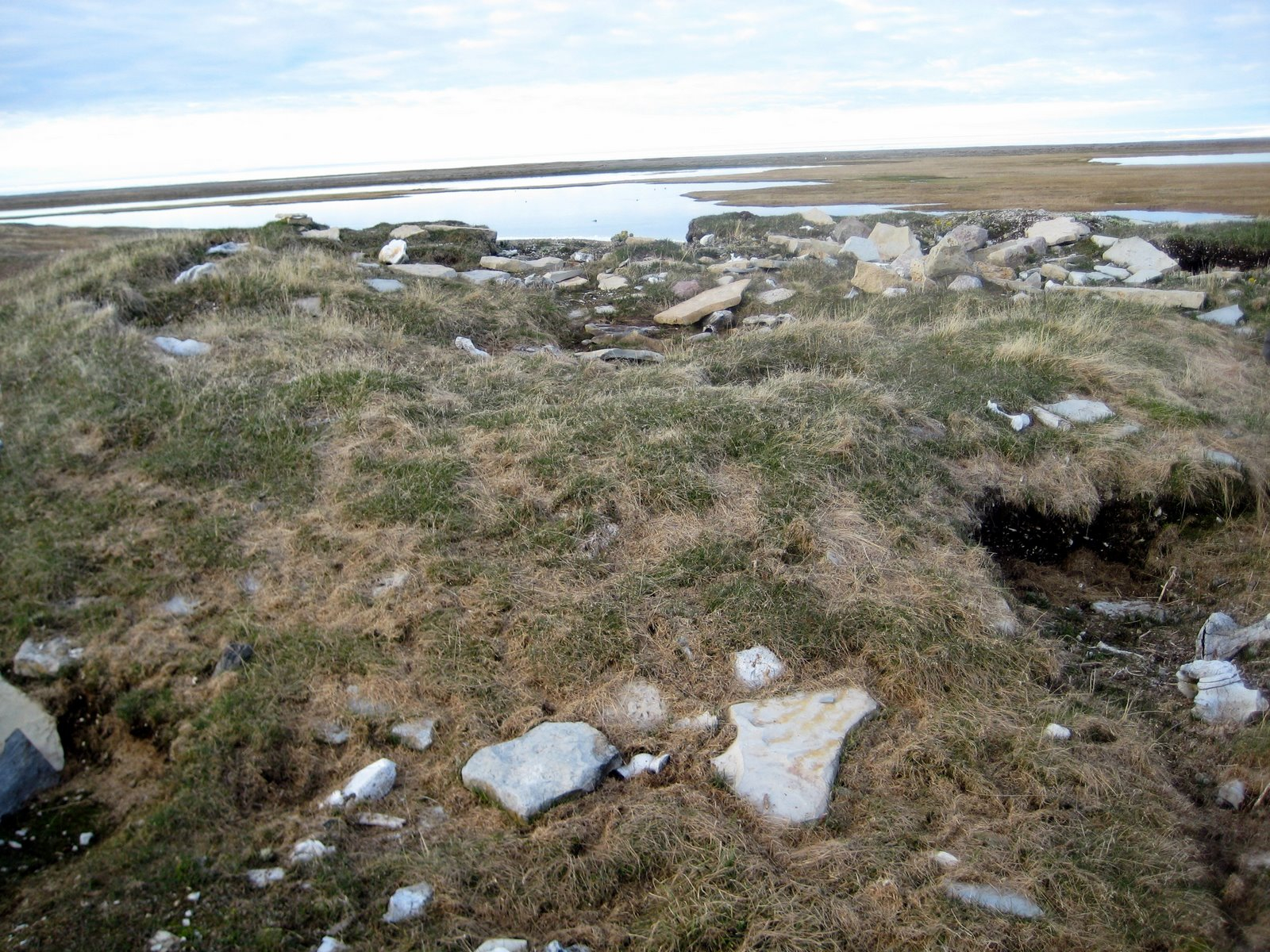
Ruines au sein d'Igloolik.

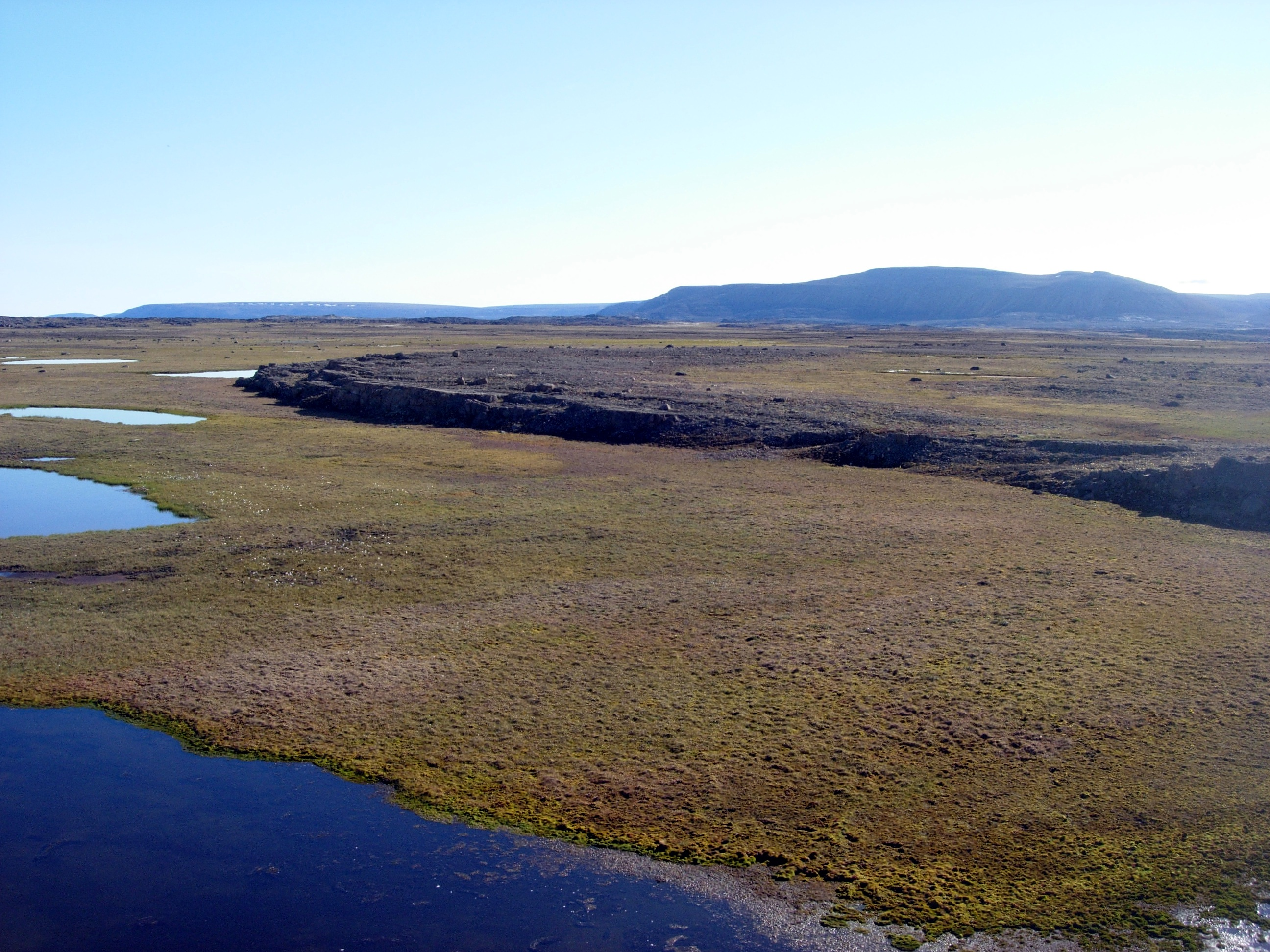
L'île Devon, où le Icebreaker Beach Complex a été fouillé.

D'autres lieux, fouillés dans la seconde moitié du XXe siècle, présentent un faciès archéologique ayant d'importantes similitudes avec celui de la culture de Saqqaq. Le Icebreaker Beach Complex, situé sur l'île Devon ; l'aire d'Igloulik, dans l'île de Baffin ; et un ancien établissement localisé sur en bordure du littoral nord de Nunavik, ont révélé des mobiliers lithiques proches du saqqaquien ancien,.
Les établissements du Icebreaker Beach Complex, comme ceux de Port Refuge (localisé dans la partie sud-ouest de la péninsule de Grinnell,), de Nipisat et de Qajaa (deux sites présentant des phases saqqaqiennes), a fourni des têtes de harpons de type « Qr-B », un artefact de 47 × 9 mm et présentant des barbelures latérales. Ce type de pièce, dont la typologie a été établie sur le site saqqaquien de Qerqertasussuk, est datée de 2 200 ans av. J.-C.,. En outre, des fouilles conduites dans les années 1980 sur site d'Igloolik, le Ice-breaker Beach, ont permis de révéler un masque morcelé et possiblement de culture saqqaquienne. Cet objet, qui mesure 6,5 cm de haut après reconstitution, a été mis en évidence au sein d'une couche stratigraphique de période pré-dorsétienne et daté entre 1 200 et 900 av. J.-C..

## Chronologie et époques

### Chronologie générale
La culture de Saqqaq est attestée sur une période allant de 2 500 à 800 av. J.-C.,,. Avec celle de l'Indépendance I, le Saqqaquien est l'une des deux plus anciennes cultures préhistoriques du Groenland,. La culture de Saqqaq est subdivisée en deux périodes : la première phase, dite de « Saqqaq ancien » et la seconde, appelée « Saqqaq tardif »,,. Toutefois, en ce qui concerne le site de Nipisat, les archéologues Anne Brigitte Gotfredsen et Tina Møbjerg distinguent trois périodes chronologiques datées au 14C :  la première s'étend de 2 020 jusqu'à 1 740 ans av. J.-C. ; la seconde se déploie entre 1 860 et 1 325 ans av. J.-C. ; et la troisième est comprise entre 1 310 et 810 ans av. J.-C.,,. En outre, sur le même site, à partir de plusieurs échantillonnage stratigraphiques, une quatrième époque, qui s'étend jusqu'en 520 av. J.-C., peut être aussi identifiée à partir de plusieurs échantillonnage stratigraphiques. Les deux archéologues ont également recensé trois phases chronostratigraphiques différentes concernant les sites d'Asummiut et d'Akia, établissements dont l'utilisation s'étend jusqu'aux environs de 500 ans av. J.-C.

### Saqqaq ancien

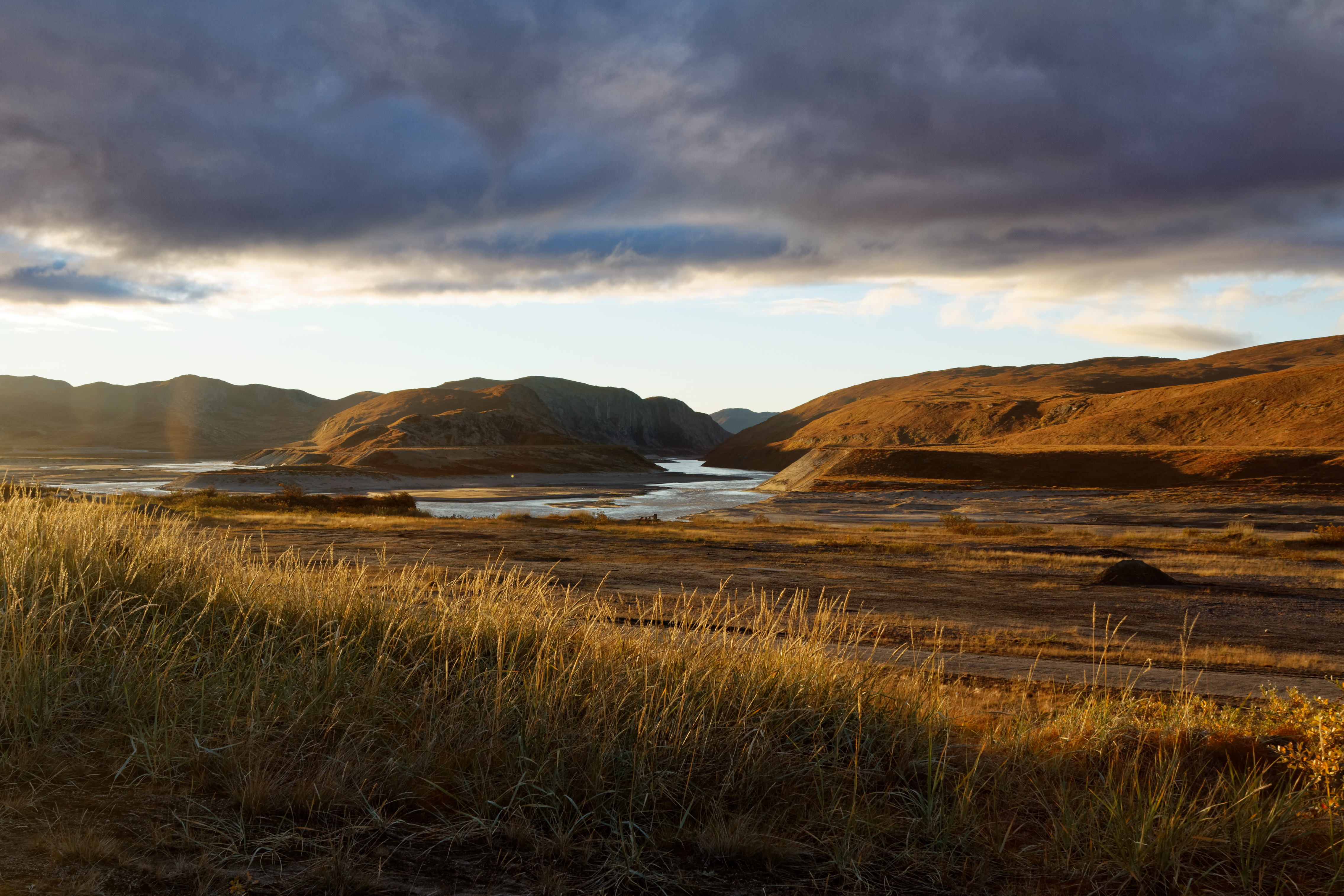
Kangerlussuaq, où les sites Braya Sø et Lake E ont été excavés.

Les populations de Saqqaq ont très probablement migré vers l'ouest du Groenland à la faveur d'un optimum climatique survenu au cours de l'Holocène moyen. L'établissement du peuple de Saqqaq au sein de la région occidentale du Groenland pourrait être également corrélé avec des conditions de dégradation environnementale, mais également par des facteurs socio-économiques. Des recherches paléoclimatologiques réalisés sur deux séquence stratigraphique de deux sites (Braya Sø et Lake E) et localisés à Kangerlussuaq et datées au 14C des 5 600 dernières années, ont permis d'établir que les températures du lac bordant le village groenlandais ont varié d'environ 4 °C entre 5 600 et 5 000 ans avant le présent, pour atteindre jusqu'à un maximum de 5,5 °C entre 3 200 et 3 000 ans AP,. L'optimum climatique mis en évidence à Kangerlussuaq, dans laquelle des traces du Saqqaquien sont attestées, coïncide avec la période de développement de cette culture.
Durant le Saqqaq ancien, les populations saqqaquiennes se sont progressivement implantées les zones littorales nord et sud, puis sur les côtes sud-est et est de l'île nord-américaine,,,,,,. Parallèlement, des groupes saqqaquiens, partant du Groenland occidentale et traversant le détroit de Nares, sont venus s'établir de manière sporadique dans la partie nord-est de l'île d'Ellesmere, vers 2 500 ans av. J.-C. jusqu'en 1 500-1 400 ans av. J.-C. (datation au 14C),,.
La première époque du saqqaquien, dont la fin est marquée par une « transition » estimée entre 1 600 et 1 400 ans av. J.-C., est contemporaine de la culture Indépendance I,,,.

### Saqqaq tardif
La seconde période de Saqqaq débute, selon les estimations et/ou le mode et le type de datation (absolue ou relative), aux environs de 1 400 ans av. J.-C., voire 1 300 ans av. J.-C.,,,,.
En raison de l'amplification du réchauffement climatique survenu à partir de 3 400 ans AP, c'est-à-dire durant la seconde phase du saqqaquien, le peuple de Saqqaq, au sein de la région de la baie de Disko, a été probablement contraint de développer de « nouvelles stratégies adaptatives »,. L'amplification des températures apparue au cours de cette phase a particulièrement affecté les ressources alimentaires (terrestres et maritimes) des populations de Saqqaq,,,. Des espèces fauniques habituellement chassées durant la première phase de la culture de Saqqaq, telles que le renne et certains taxons appartenant à la famille des phocidés, ont été nettement moins présentes sur ces territoires au cours de la seconde phase du saqqaquien,,,,. La diminution de ces espèces animales induit l'apparition d'un nouveau faciès d'artefacts conçus en matériau organique — os, ivoire, bois de cervidé — au cours du saqqaquien tardif. À contrario des objets façonnés en défense de morse ou de bois de renne ou encore d'os de Grand Pingouin, les pièces fabriquées à partir d'os issus de spécimens aviaires, tels que les oies ou les cygnes, mais également les eiders à duvet et les laridés deviennt plus fréquentes. De même, l'artisanat saqqaquien évolue vers de nouveaux types d'harpons, et des objets, comme les lampes et des hameçons fabriqués en stéatite, totalement absent durant la phase ancienne, apparaissent au cours de la phase récente.
Dans l'ouest du Groenland, vers −1 300, les moyennes de température se révèlent être approximativement équivalentes à celles qui sont observées de nos jours. Cette phase climatique est suivie par une période de net refroidissement, estimée entre 700 et 400 ans av. J.-C. Bien que le peuple de Saqqaq n'ait plus occupé les autres éblissements groenlandais près 500 années auparavant, c'est seulement au cours de cette période, entre le début du VIIIe  et la fin du  Ve siècle av. J.-C., que la culture de Saqqaq disparaît de la région de Sisimiut. Parmi les sites saqqaquiens, l'établissement de l'île de Nipisat est le seul ayant été encore occupé après 800 ans av. J.-C.,.

### Continuité, transition et succession
Au Groenland, dans sa partie sud (« bas arctique »), le saqqaquien est, de manière globale, remplacé par le Dorset I,,,, culture faisant partie de l'ensemble appelé « Greenlandic Dorset »,,,. Néanmoins, la problématique posée par la « discontinuité » ou la « continuité » entre ces deux cultures demeure encore non-déterminée,,. À ce titre, en raison de plusieurs échantillons de datations au 14C relevé sur des sites (notamment ceux de la baie de Disko) ayant des phases saqqaquiennes et dorsétiennes, les résultats montrent que ces deux cultures se seraient probablement chevauchées. Les gisements archéologiques découverts sur l'ancien établissement d'Akia, ainsi que ceux mis en évidence à Nipisat I, dans l'aire de Sisimiut, suggèrent que la dernière époque du saqqaquien final aurait été contemporaine du Dorset ancien. Ces mêmes éléments suggèrent qu'il y aurait eu un processus de « continuum » ou de « transition » entre les deux cultures,,,,. En outre, des éléments matériels recueillis sur les sites de Qeqertasussuak, de Qajaa, de Sermermiut et ceux mis au jour dans la commune de Sisimiut, suggèrent qu'il aurait eu un probable « contact » entre la culture de Saqqaq et celle de Dorset.
Au Canada, la période saqqaquienne des sites de l'île d'Ellesmere, qui s'étend sur environ un millénaire, montre une phase de transition prédorsétienne, puis une probable continuité avec l'époque dorsétienne.

### Disparition
Les circonstances précises dans lesquelles la culture Saqqaq a disparu n'ont pas encore été clairement identifiées et établies. Cependant, certains éléments matériels, tels que des restes organiques (fauniques, palynoloqiques, floraux), et les séquences sédimentaires, suggèrent que la disparition du peuple de Saqqaq pourrait être liée à des changements de conditions environnementales et climatiques (refroidissement des températures, baisse du niveau de la mer, diminution des ressources alimentaires),,,,.

### Datations
Le tableau suivant recense quelques exemples de macrofossiles recueillis sur différents sites saqqaquiens et ayant permis d'obtenir des datations absolues au 14C :
| Nom binominal du taxon | Nom vernaculaire                                   | Type de fossiles identifiés | Illustration | Datation au 14C en années (AP) | Nom du site        |
| Salix glauca           | Saule glauque                                      | Résidus carbonisés          |              | 3 630                          | Asummiut           |
| Rangifer tarandus      | Renne                                              | os                          |              | 2 670                          | K-6194 Nipisat     |
| Rangifer tarandus      | Renne                                              | os                          |              | 3 670                          | Angujaartorfik     |
| Rangifer tarandus      | Renne                                              | os                          |              | 2 815                          | AAR-3375 Nipisat   |
| Rangifer tarandus      | Renne                                              | os                          |              | 2 835                          | AAR-4159 Nipisat   |
| Rangifer tarandus      | Renne                                              | os                          |              | 2 860                          | K-5864 Nipisat     |
| Rangifer tarandus      | Renne                                              | os                          |              | 2 910                          | K-6460 Nipisat     |
| Rangifer tarandus      | Renne                                              | os                          |              | 2 920                          | K-6193 Nipisat     |
| Rangifer tarandus      | Renne                                              | os                          |              | 3 425                          | Aar-6198 Nipisat I |
| Phoca                  | Phoque                                             | os                          |              | 3 400                          | Qeqertasussuk      |
| Rangifer tarandus      | Renne                                              | os                          |              | 3 440                          | Angujaartorfik     |
| Rangifer tarandus      | Renne                                              | os                          |              | 3 650                          | AAR-6699 Nipisat I |
| Phoca                  | Phoque commun                                      | os                          |              | 3 820                          | Qeqertasussuk      |
| Phoca                  | -                                                  | os                          |              | 3 630                          | Kulup Qalorsaa     |
| Littorina saxatilis    | Littorine des rochers (anglais : Rough Periwinkle) | exosquelette                |              | 3 445                          | AAR-3580 Nipisat I |
| Betula Ericales        | Bouleau éricales                                   | charbon, cendres            |              | 3 460                          | Nivertussanguak    |
| Phoca                  | -                                                  | os                          |              | 3 630                          | Kulup Qalorsaa     |
| Salix et Betula        | Saule et bouleau                                   | charbon, cendres            |              | 3 730                          | Tupersuit          |
| ---------------------- | -------------------------------------------------- | --------------------------- | ------------ | ------------------------------ | ------------------ |

## Peuple de Saqqaq

### Origine du peuple de Saqqaq

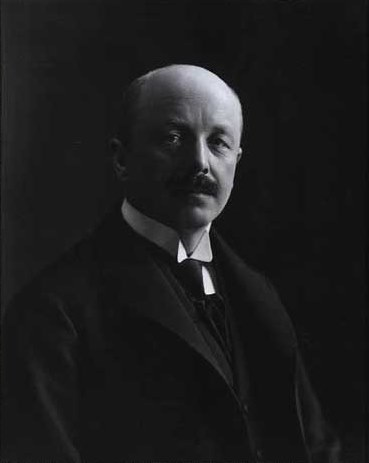
Le géographe et ethnographe Hans Peder Steensby.

Les Saqqaquiens faisaient partie de l'ensemble de peuples appelés Paléoesquimaux, ou Paléo-Eskimos et Tuniit, en inuit,. Le terme Paléo-Eskimo est introduit en 1916 par le géographe et ethnographe danois Hans Peder Steensby (da) lorsque celui-ci fait état de l'existence de cultures datant l'« âge de pierre » au sein de la région arctique,,.
Depuis la découverte du Saqqaquien dans les années 1950, les chercheurs, dont J. Meldgaard en 1977 et Tinna Møbjerg en 1986, ont, durant quelques dizaines d'années, estimé que cette culture paléo-esquimaude avait été développée dans l'ouest du Groenland par des populations amérindiennes venues du Canada aux environs du XXVIe siècle av. J.-C.,.
Dès 1988, l'archéologue russe Nicolaj N. Dikov, inventeur et fouilleur du site Chertov Ovrag, suggère une probable « connexion » entre les peuples paléoesquimaux nord-américains et les populations paléosquimaudes tchouktches ayant occupé l'établissement est-sibérien,,,. Le site archéologique de Chertov Ovrag, découvert en 1975 puis fouillé au cours des 6 années suivantes, présente un faciès archéologique ayant d'importantes similitudes avec celles de la tradition microlithique de l'Arctique, notamment en ce qui concerne la technologie et la morphologie des pièces d'industrie lithique,. En outre, les têtes de harpons mises en évidence sur l'île de Wrangel montrent que les occupants du site pratiquaient très probablement la chasse des mammifères marins,. Des ossements de phoques communs, de phoques annelés et de morses exhumés sur le site, ont permis de confirmer cette hypothèse,.

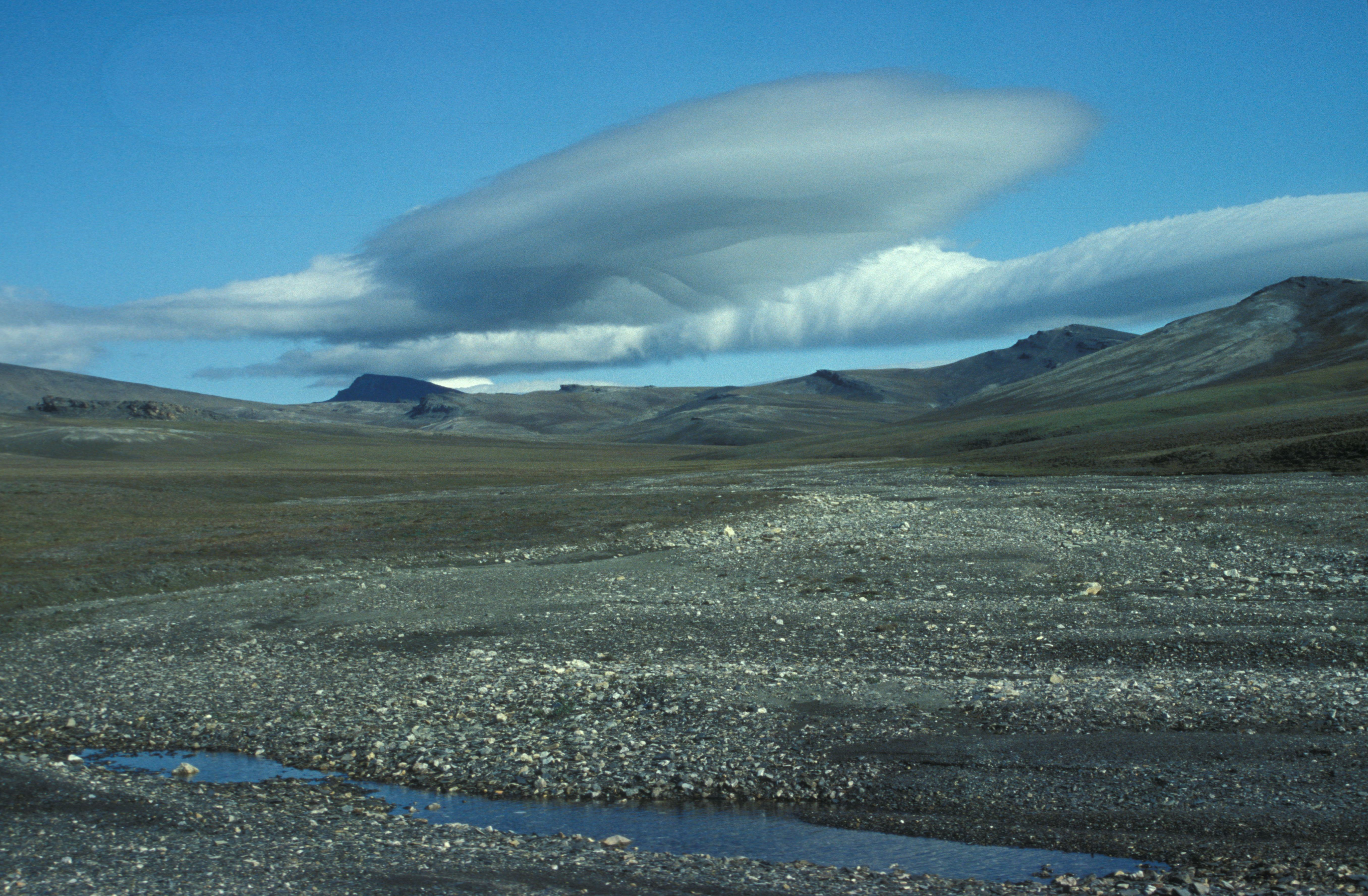
Panorama de l'île Wrangel, terre où le site paléoesquimau de Chertov Ovrag (l'un des possibles points de départ des peuples paléoesquimaux) a été mis au jour.

Au début des années 1990, l'archéologue Bjarne Grønnow fonde l'hypothèse que les populations paléoesquimaudes nord-américaines, comprenant celle de Saqqaq, auraient probablement opéré une migration à partir de deux points géographiques situés dans l'extrême-orient sibérien : le site de Chertov Ovrag (en), localisé sur l'île Wrangel, et un second point établi à l'est de la péninsule Tchouktche. Pour l'archéologue, ces populations auraient atteint le continent américain sur une période s'étendant entre 12 000 et 8 000 ans avant le présent, puis seraient venues s'établir au sein de la région ouest du Groenland après avoir parcouru une distance d'environ 15 000 km.

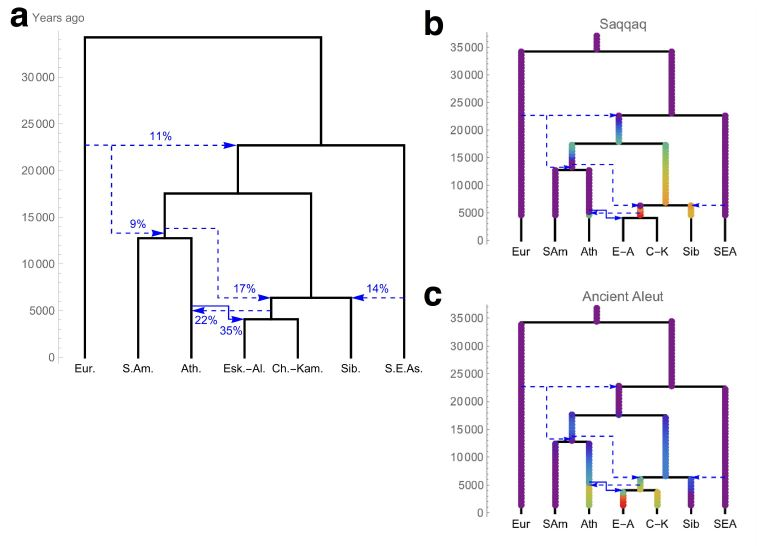
Le peuple de Saqqaq au sein de deux arbres phylogénétiques.

En 1996, l'archéologue canadien Robert McGhee, en se basant sur les investigations et les recherches antérieures, propose que les peuples palaéo-esquimaux, dont celui de la culture de Saqqaq, pourraient être probablement des descendants de populations originaires de Sibérie,. Dikov vient confirmer son hypothèse initiale en 2004,,.
Des travaux plus récents, conduits en 2008 par des Danois et d'autres équipes européennes, grâce à une boule de cheveux datée d'environ 4 000 ans AP et contenant une séquence d'ADN bien conservé, ont montré que le peuple de Saqqaq possédait un patrimoine génétique très proche des populations Koriaks, Nganassanes, et Tchouktches. De facto, les analyses de ces restes pilleux fossilisés, mis en évidence sur le site archéologique de Qeqertasussuk, au sein d'une couche sédimentaire gelée par le permafrost, ont permis d'établir que le peuple de Saqqaq avait un patrimoine génétique différent de celui des Inuits et qu'ils n'avaient probablement pas pour ancêtres des peuples d'origine amérindienne, mais des populations paléo-sibériennes issues du centre et de l'est sibérien — des péninsules de Taïmyr et de celle de Tchoukte, située à l'extrême est de la Russie — et ayant traversé le détroit de Béring il y a environ 5 500 ans AP,,,.

### Rites funéraires et religieux
L'ensemble des recherches archéologiques conduites sur les sites saqqaquiens ont permis d'attester que les tombes, sépultures, ou tout autres types de structures funéraires, sont rares, voire quasi absentes de cette culture paléo-esquimaude,.
Toutefois, les fouilles conduites en 1987 sur le site de Qeqertasussuak, ont permis de révéler une structure en pierre comprenant un amas coquillier. Au-dessous de l'amas, disposé au centre, les archéologues ont découvert une sorte de « ciste ». Lors de sa mise au jour, cette fosse, qui se présente sous la forme d'un carré de 0,20 × 0,20 cm contenait des ossements humains fragmentés. Pour les chercheurs ayant opéré l'exhumation, ces éléments pourraient possiblement indiquer une forme de « culte » funéraire, ou encore une forme de croyance religieuse chez le peuple saqqaquien.
Le domaine funéraire de la culture de Saqqaq a été pour la première fois documenté par quatre restes osseux humains retrouvé relativement bien conservés, quoique sous forme fragmentée, sur le site de Qeqertassassuak. Lors de leur mis au jour, ces restes comprenaient un humérus, mis en évidence dans des couches sédimentaires datées de 2 400 à 1 600 ans) ; un tibia et deux fibulæ, les trois datés entre 1 900 et 1 700 ans av. J.-C. Les recherches ont montré que ces os, déposés au sein d'un amas coquillier, ont été probablement cassés de manière intentionnelle. Bien qu'aucune structure mortuaire ne soit associée à ces restes humains, les archéologues estiment que la déposition mise en évidence à Qeqertassassuak représente une probable forme de pratique funéraire spécifique au peuple de Saqqaq,,. Le même site a délivré les restes de deux ou trois individus adultes appartenant au peuple de Saqqaq.
Par ailleurs, il est possible, par le biais des différents mobilier exhumés autour des défunts, de mettre en perspective une différence de rite funéraire des individus selon leur sexe. Les lampes à huile, les éléments de vaissellerie — récipient, cuillère, plateaux fabriqués en bois et couteaux bifaciales — se révèlent caractéristiques du mobilier funéraire accompagnant les défuntes.
En outre, le mobilier associé aux défunts se révèle fréquemment constitué d'une sorte de tambour kilaut, sous forme complète ou fragmentée. La présence de ces objets pourrait être probablement liée à une forme, ou une manifestation, de rite chamanique. Néanmoins, ce type d'artefact, qui se retrouve également au sein de la culture de Dorset, mais conçu avec des techniques artisanales ayant évolué, a été généralement mis en évidence hors contexte funéraire et, le plus souvent, au sein de vestiges d'habitation,,.

### Organisation sociale
L'organisation de la société saqqaquienne, probablement flexible, souple et égalitaire, reposait sur de petits groupes de personnes liées par des relations de parenté et de partenariat. Bien que le noyau familial constituait le principal élément de base de la société de Saqqaq, ces groupes de même parenté devaient probablement entretenir entre eux une coopération s'étendant sur un court ou un moyen terme.
En outre, la société saqqaquienne devait probablement être caractérisée par un maillage de petits clans locaux, interdépendants et exogames. Pour l'archéologue Bjørnar Olsen, ces groupes, afin de maintenir leur cohésion sociale, auraient probablement « promu » des relations simultanément « bilatérales » (ou réciproques) et « bilocales ».

### Habitats

#### Généralités

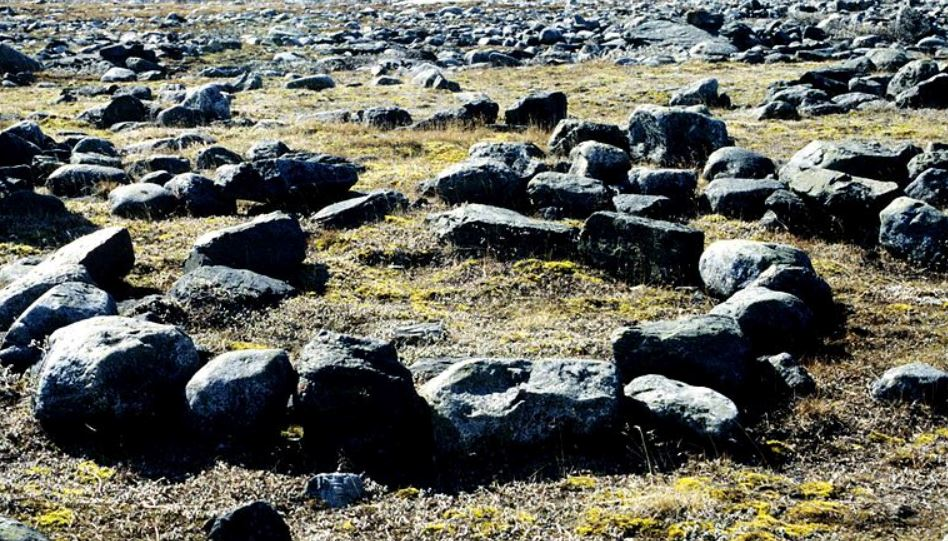
Exemple de cercle de tente construit en pierres.

Les structures domestiques saqqaquiennes, construites au moyen de tourbe et de pierres, sont affectés d'un plan au sol de forme ronde ou ovale et sont munies d'un accès régulièrement disposé au centre de la façade. Les habitations saqqaquiennes, souvent temporaires,,, peuvent également se présenter sous la forme de « tentes » dont les pans sont conçus en peaux de bêtes,. Ce type d'habitation disposent d'une base (ou « cercle de tente ») circulaire ou ovale construite en pierre,. Ces cercles de tente, qui supportent les éléments d'armature et permettent de maintenir les pans au sol, ont un diamètre variant entre 3 et 6 m. Une partie des habitats de ce type comportent une double structure circulaire concentrique. En outre, certaines habitations sont aménagées d'une enceinte construite en tourbe.
D'autre part, les habitations saqqaquiennes sont régulièrement aménagées à une altitude plus élevée que les lieux de vie dorsétiens,. Durant la période de Saqqaq, ce mode de disposition spatiale aurait probablement été induite par un niveau des eaux relativement important,. Des fouilles, menées dans la région de Sisimiut, ont montré que les établissements saqqaquiens se trouvaient à environ 12 m au-dessus du niveau de la mer, tandis que les établissements dorsétiens étaient situés à une cote comprise entre 4 et 8 m par rapport au niveau des eaux,. Les mêmes observations ont été relevées à Kangerlussuaq et dans l'ensemble de la baie de Disko,.
Des opérations de reconnaissances archéologiques et des sondages conduits en 1995 et 1996, ont montré qu'aux environs de 1 700 1 600 ans av. J.-C., durant la fin du Saqqaq ancien, le type d'aménagement des habitats et l'organisation spatiale des établissements ont fait l'objet de profonds changements.

#### Structures, aménagements axiaux et foyers en caisson
Trois sites saqqaquiens datés d'environ 4 000 années AP, et qui trouvent leur emplacement dans la localité de Qussuk (ceb), dans la partie nord-est du fjord de Nuuk, Narsaarsup nuua, Nuugaarsuk et Kikiallit nuuat, ont révélé des structures présentant un plan au sol de type axial. Dans les trois cas étudiés, qui présentent une conception architecturale spécifique à la culture de Saqqaq, les habitats disposent d'une pièce en (une sorte de « boîte » en forme de « nid d'oiseau ») aménagée dans la partie centrale et qui comportent un foyer entouré de pierre non-craquelées, mais présentant des traces de combustion. Ces blocs de pierre sont probablement destinées aux préparations culinaires.

##### Habitats et foyers de Narsaarsup nuua

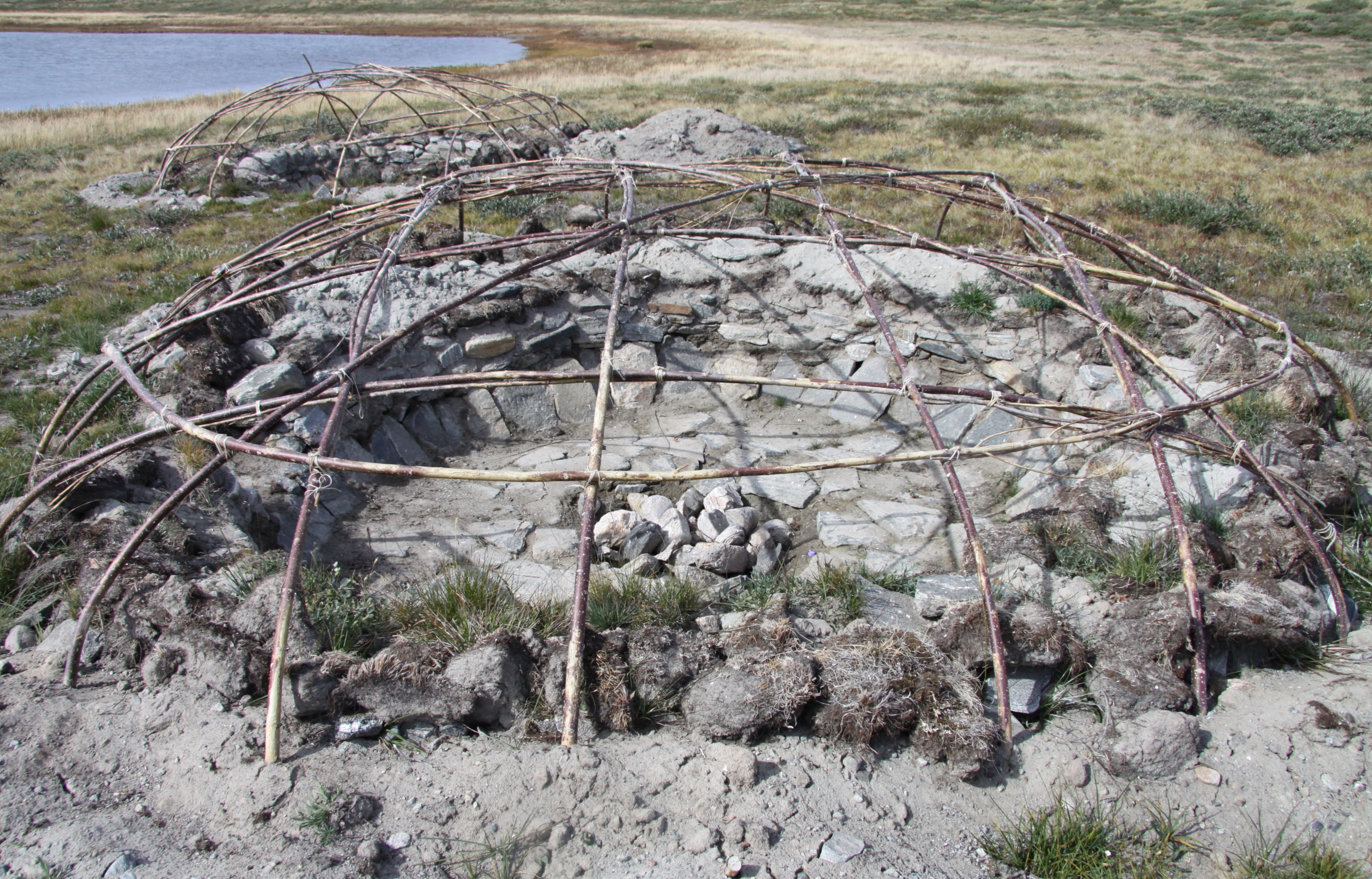
Exemple de structure aménagée d'un cercle de tente en pierre et disposant d'un foyer central avec des pierres culinaires.

Dans le cas du site de Narsaarsup nuua, dont la superficie excavée est de 16 m2 et où des prospections ont permis de délivrer un éclat en killiaq et fragments de pierre carbonisées, deux foyers ont été mis en évidence. L'un de ces deux foyers, sous forme de caisson, dispose d'une enceinte d'une surface d'1 m2 et une chambre interne mesurant 60 cm de long pour 50 cm de large. La structure comporte 80 blocs de pierre dévolues aux confections culinaires. Le second foyer, un ensemble à plan axial, se développe sur une longueur de 2,5 m sur une largeur de 0,4 m. Cette structure, disposée sur un axe d'orientation littoral/arrière-pays, comprend trois sections et 60 pierres destinnées aux confections culinaires. La section sud, demeurée relativement inctate, est constituée de sept blocs de pierre. La section nord, en majeure partie détruite, comporte un bloc craquelé par le feu et dont les dimensions sont 70 × 25 × 6 cm. Le chantier de fouilles de Narsaarsuup nuua a permis de délivrer deux burins, deux éclats en chalcédoine, plusieurs en quartzite et quelques-uns en killiaq, le tout associé au foyer en forme de boîte. Des pointes, des propulseurs et des burins ont été portés à l'inventaire du mobilier recueillis au sein des vestiges de la structure axiale.

#### Habitats et foyers de Nuugaarsuk
Le site de Nuugaarsuk, d'une profondeur de 15 cm, et dont la superficie sondée recouvre également 16 m2, a révélé deux foyers. Le premier, situé dans la partie ouest du chantier de fouilles, est affecté d'une forme circulaire et construit au moyen de 4 à 5 blocs en quartz blanc de 0,5 m de haut sur 0,2 m de large. Sa chambre interne mesure environ 40 × 35 cm et comporte une vingtaine de pierres culinaires et une mince couche de cendres. La seconde structure de foyer consiste en un assemblage de pierre non-taillées dont la plus imposante mesure 55 × 23 × 2 cm. La chambre de combustion comprend une trentaine de pierres culinaires et résidus charbonneux de 2 m3 de volume. Un troisième vestige, situé à 1,7 m en direction du nord, présente un plan au sol de forme ovale, et a été bâti au moyen de seize blocs de pierre taillé de 30 cm de long sur 30 de large. Le mobilier recueilli lors des fouilles de 2002 est composé de 30 pièces d'outillage ou de fragments d'outils ainsi que d'un total de plus de 200 éclats retrouvés dans les couches sédimentaires argileuses. Des éléments d'armement et des lames, et des micro-lames, répartis sur l'ensemble du site, viennent compléter le corpus archéologique.

#### Habitat et foyer de Kikiallit
Le troisième site archéologique, à Kikiallit nuuat, a délivré une les ruines d'une structure d'habitation d'environ 10 m2 et comportant une construction à plan axial de 300 × 50 cm et divisé en trois sections. Cet habitat a été construit avec des blocs de pierre, certaines présentant la forme d'un parallèlepipède régulier — ces blocs ont pour dimensions soit 60 × 10 × 5 cm, soit 50 × 25 × 6 cm — ; et d'autres d'aspect plus massif et dont les dimensions sont 40 × 35 × 5 cm. Quelques-uns de ces blocs présentent des traces évidentes de combustion. Le mobilier exhumé sur les lieux est principalement constitué de 17 microlames façonnées en quartz ; 787 pièces de débitage, dont 752 conçues en killiaq et 23 en quartzite ; de 19 burins en killiaq ; et 11 pointes également fabriquées en killiaq.

#### Habitats d'Itinnera
Le site d'Itinnera, excavé et fouillé entre 1958 et 1988, représente le lieu classique d'un établissement saqqaquien. L'ensemble du site, qui recouvre une superficie de 300 m2, est constitué d'un total de 19 habitations, dont dix placé en son centre et neuf disposé en périphérie. Le hameau préhistorique d'Itinnera a fourni un total de 1 270 objets lithiques façonnés et en viron 14 000 éclats.

#### Habitats de Nuunguaq
Le site de Nuunguaq, localisé à une dizaine de kilomètres au nord-ouest de Kapisillit est découvert en 1952 par Jørgen Meldgaard, puis fouillé jusqu'en 1962. L'établissement préhistorique a revélé 5 structures d'habitations.
La première, la « structure A », de forme ovale, est longue de 5,5 m et large de 5 et présente des murs externes constitués de pierres dont les parties supérieures sont taillées. Elle est munie d'un mur interne disposé en son centre mesurant 2 m de long sur 80 cm de haut et qui divise l'ensemble de l'habitat en trois pièces. La structure dispose d'un accès orienté vers le nord-ouest. Des traces de tourbes ont été mis en évidence entre les pierres composant les murs. Les vestiges se trouvent associés à un amas coquillier recouvrant une surface de 16 m2. Les prospections ont permis de recueillir 321 artefacts lithiques et 252 éclats.
La seconde structure, dite « structure B1 », également affectée d'un plan au sol ovale, mesure 6 m de long pour 4,2 m de large. Ces murs externes sont composés d'une double enceinte de pierres. Cette habitation dispose, placé en son centre, d'un foyer caissonné mesurant 80 × 60 cm. Les vestiges comprennent un gisement coquillier au sein duquel 1 370 artefacts ont été retrouvés sous forme complète ou fragmentée, ainsi que 1 114 pièces de débitage.
Les quatre autres ruines de maisons, les structures numérotées 1, D, et E, à contrario des vestiges B1, comportent un seul cercle de tente en pierre. Les ruines de l'habitat D comprennent un foyer en forme de boîte.

### Ressources alimentaires
Les ressources alimentaires du peuple de Saqqaq sont basées sur la chasse et la cueillette. Les études réalisées sur les restes organiques retrouvés sur plusieurs sites archéologiques ont permis d'établir que les phocidés, les rennes et les espèces aviaires constituent des éléments très important du régime alimentaire des saqqaquiens. D'autres espèces fauniques, telles que le renard arctique, les poissons, le lièvre arctique et l'ours polaire, viennent compléter les ressources alimentaires des populations saqqaquienne. Des ossements de cétacés ont également mis en évidence sur des sites. Cependant, aucun élément n'est venu confirmer que ces taxons de mammifères marins ont fait l'objet d'une chasse par des saqqaquiens ou ont été victimes d'une simple prédation. Des récentes analyses ADN de restes fauniques, ossements recueillis au sein de dépôts coquilliers sur les sites de Qajaa et de Qeqertasussuaq et datés d'environ 4 000 ans, ont permis d'établir que les populations de Saqqaq exploitaient les ressources procurées par le corps de Baleine boréales (Balaena mysticetus).

### Domestication des chiens
Après la première mise en évidence de restes de canidés datés de l'époque de palaéoesquimaude dans les années 1980, d'autres ossements de chiens ont été exhumés sur les sites de « Nipisat I » et de Qeqertasassuk, la découverte de ces restes organiques venant ainsi confirmer la coexistence du peuple saqqaquien avec cette espèce,. Les saqqaquiens étaient probablement accompagnés par quelques chiens (par groupes de 4 à 5 individus) lors de leurs déplacements, et en particulier pendant les périodes de chasses,. L'espèce canine a très probablement fait l'objet d'une domestication par le peuple de Saqqaq. Toutefois, aucun élément matériel de harnais d'époque saqqaquienne n'ayant été encore retrouvé, il n'existe pas encore de preuve directe que les chiens aient été, utilisés, à cette époque, pour tirer attelages.

### Embarcations

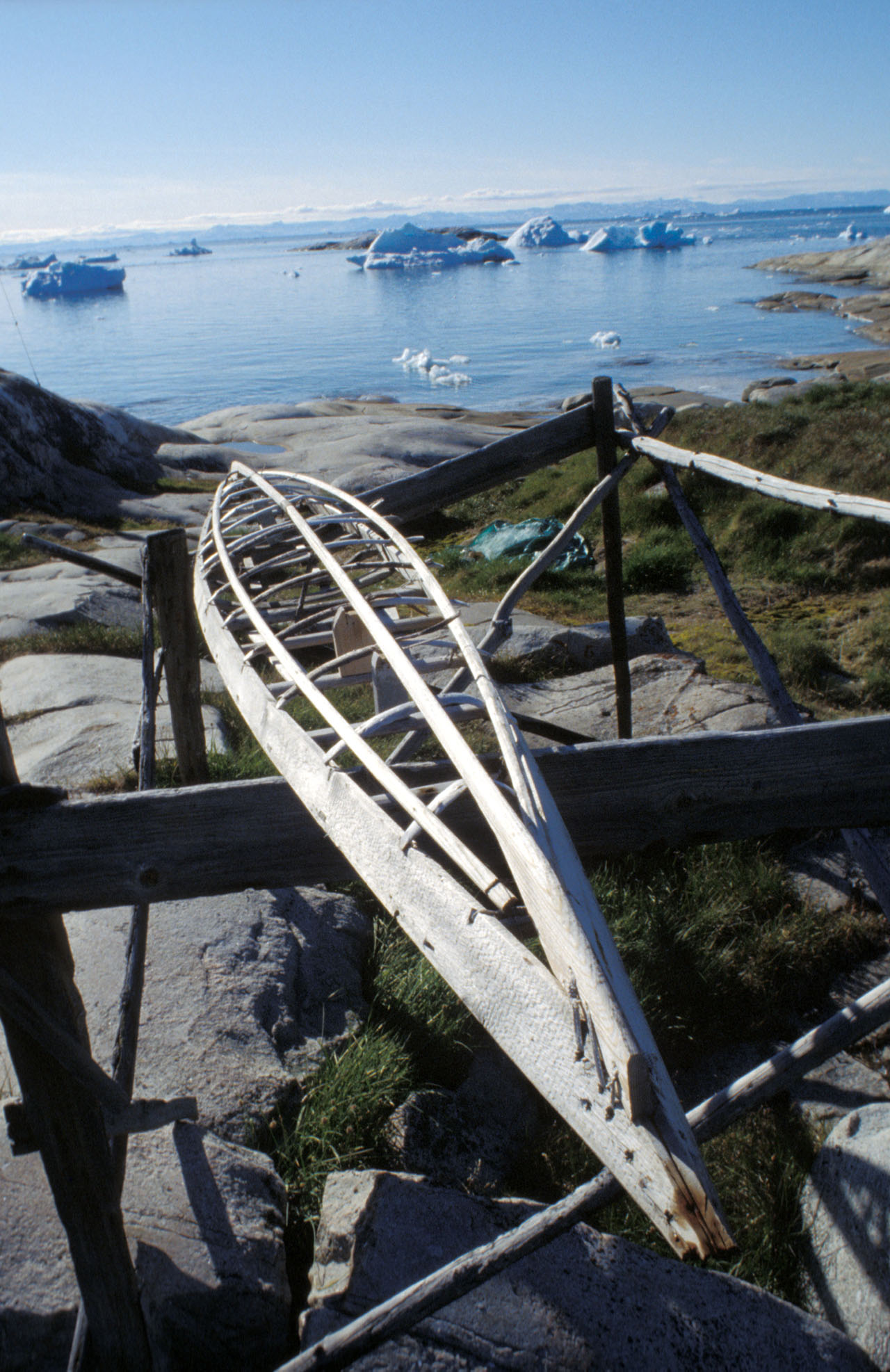
Exemple de structure en bois d'un kayak.

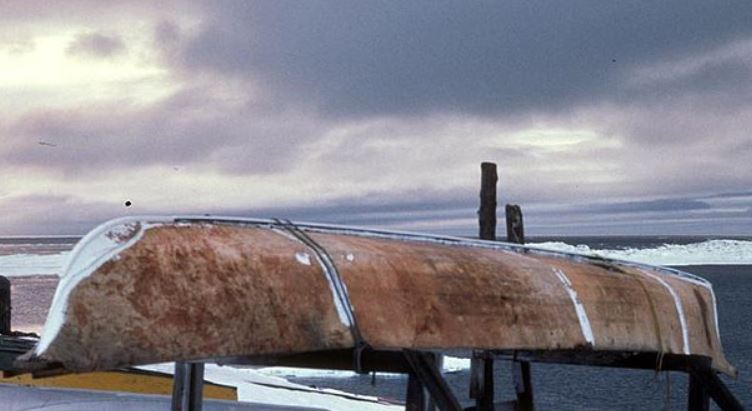
Exemple d'un Umiak, en bois et peaux de bête.

Il est probable que les populations de Saqqaq, lors de leurs déplacements maritimes, se servait de kayaks propulsés au moyen de pagaies,. Un élément de membrure fragmenté, une varangue, a été mis au jour sur le site saqqaqqien de Qeqertasussuk,,. L'ensemble de la pièce, lors de sa découverte, est composé de six fragments. Cet élément de structure de kayak, qui se présente en forme de U aplati (permettant ainsi d'assurer la stabilité de l'embarcation), mesure 35 cm de large pour une hauteur de 22 cm. La pièce a été datée aux environs de 2 200 ans av. J.-C.,,. Par ailleurs, le style et la conception des kayaks saqqaquiens présentent de fortes similitudes avec ceux propres aux embarcations de la culture du Béring Ancien. Le site a également livré les vestiges de pagaies fabriquées en bois datés de cette période.
Les populations de Saqqaq devaient également utiliser des umiaks, comme l'attestent les fragments de membrure de ce type d'embarcation mis en évidence sur le site de Qeqertasarssuaq. Chez le peuple de Saqqaq, ces barques, individuelles dans le cas du kayak et collective dans celui de l'umiak, sont construites en bois et en peaux de bêtes et sont principalement destinées à la chasse de mammifères marins (notamment les espèces appartenant à la famille des phocidés),.

## Témoignages du passé et mise en valeur
Il est possible de visiter d'anciens sites saqqaquiens, notamment à Sermermiut ainsi qu'à Qajaa, des lieux qui s'inscrivent au sein de la vallée du fjord glacé d'Ilulissat,,,, un bien naturel ayant fait l'objet d'une inscription au titre de patrimoine mondial de l'Unesco en 2004. En outre, des vestiges peuvent faire également l'objet de visites sur le site saqqaquien d'Asummiut (également appelé Amerloq), ancien établissement occupé au cours les périodes du Saqqaq ancien et récent (entre 2 500 et 500 ans av. J.-C.) et localisé à proximité de l'aéroport de Sisimiut,,,,.
Le dossier d'inscription et de nomination de l'aire d'Aasivissuit – Nipisat, sur la liste du patrimoine mondial de l'Unesco a été proposé par le gouvernement du Groenland et la municipalité de Qeqqata en 2017,. Le bien proposé inclut des sites archéologiques tels que celui de Nipisat et Asummiut. En 2018, le site « Aasivissuit-Nipisat. Terres de chasse inuites entre mer et glace » est inscrit au patrimoine mondial de l'UNESCO.
Le musée national du Groenland abrite des collections d'artefacts attribués à la culture de Saqqaq retrouvés au sein de sites archéologiques. L'établissement muséographiques propose également aux visiteurs des reconstitutions de vestiges et d'habitats paléo-esquimaux,,,.
Une centaine d'artefacts lithiques, dont des bifaces, découverts sur les sites saqqaquiens de Qeqertaq et Qeqertaq-Qarsorsaa, collectés à la fin du XIXe siècle par le Dr G. F. Pfaff, puis par Adolf Erik Nordenskiöld, sont actuellement conservés au musée ethnographique de Stockholm,,. D'autres objets issus de fouilles sont également conservés au musée national du Danemark, à celui de Sisimiut (en),,,, — notamment les pièces archéologiques collectés sur les sites de Nipisat I, d'Asummiut et d'Akia (quartier nord-ouest de Sisimiut) —, au musée d'Ilullissat (le museum Kud Rasmussen (en)), ainsi qu'au museum de Qasigiannguit,,.

Établissements muséographiques conservant des artefacts issus de la culture de Saqqaq
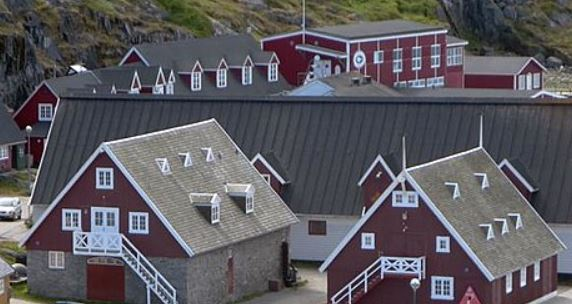
Bâtiments abritant le musée national du Groenland.
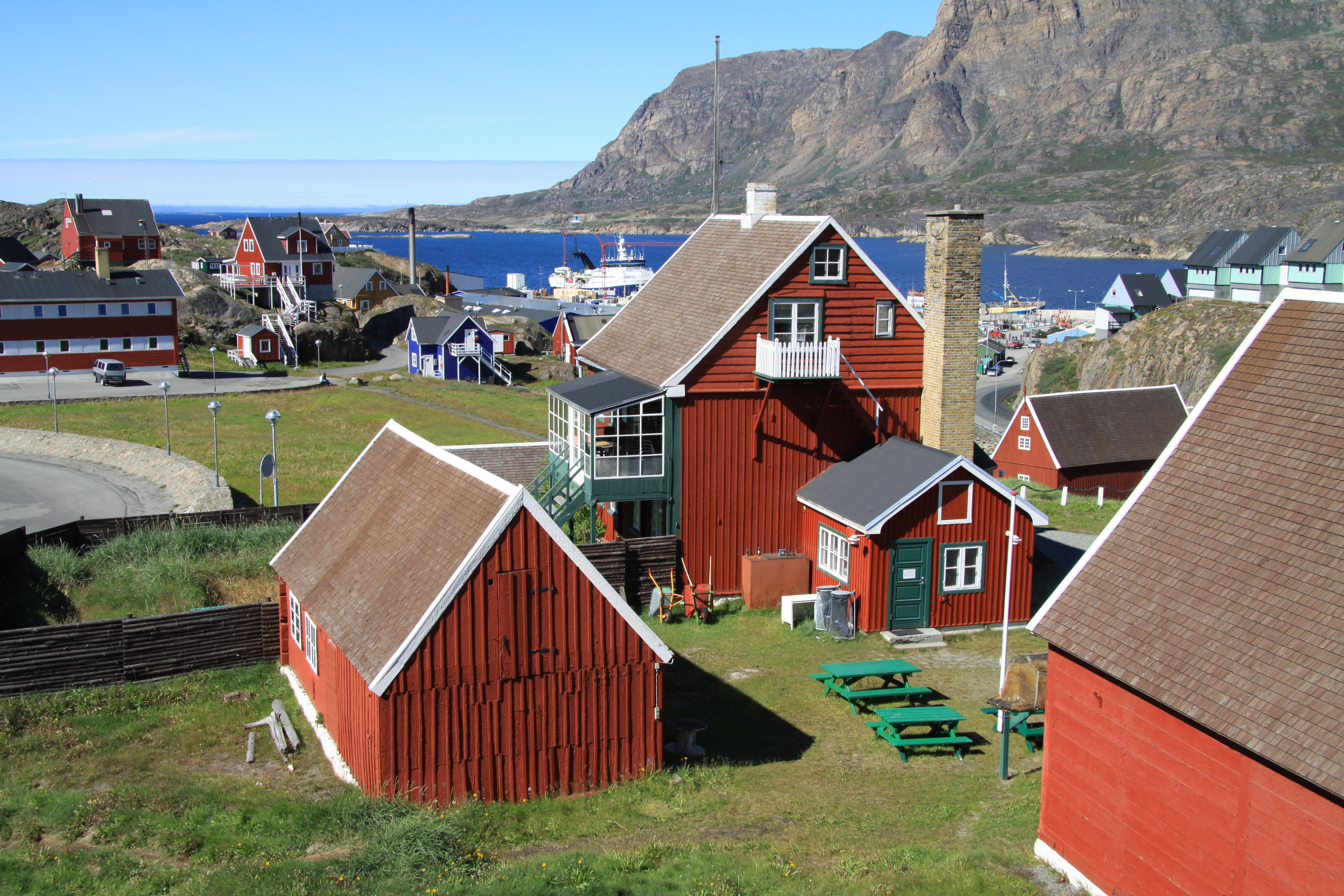
Bâtiments du musée de Sisimiut.
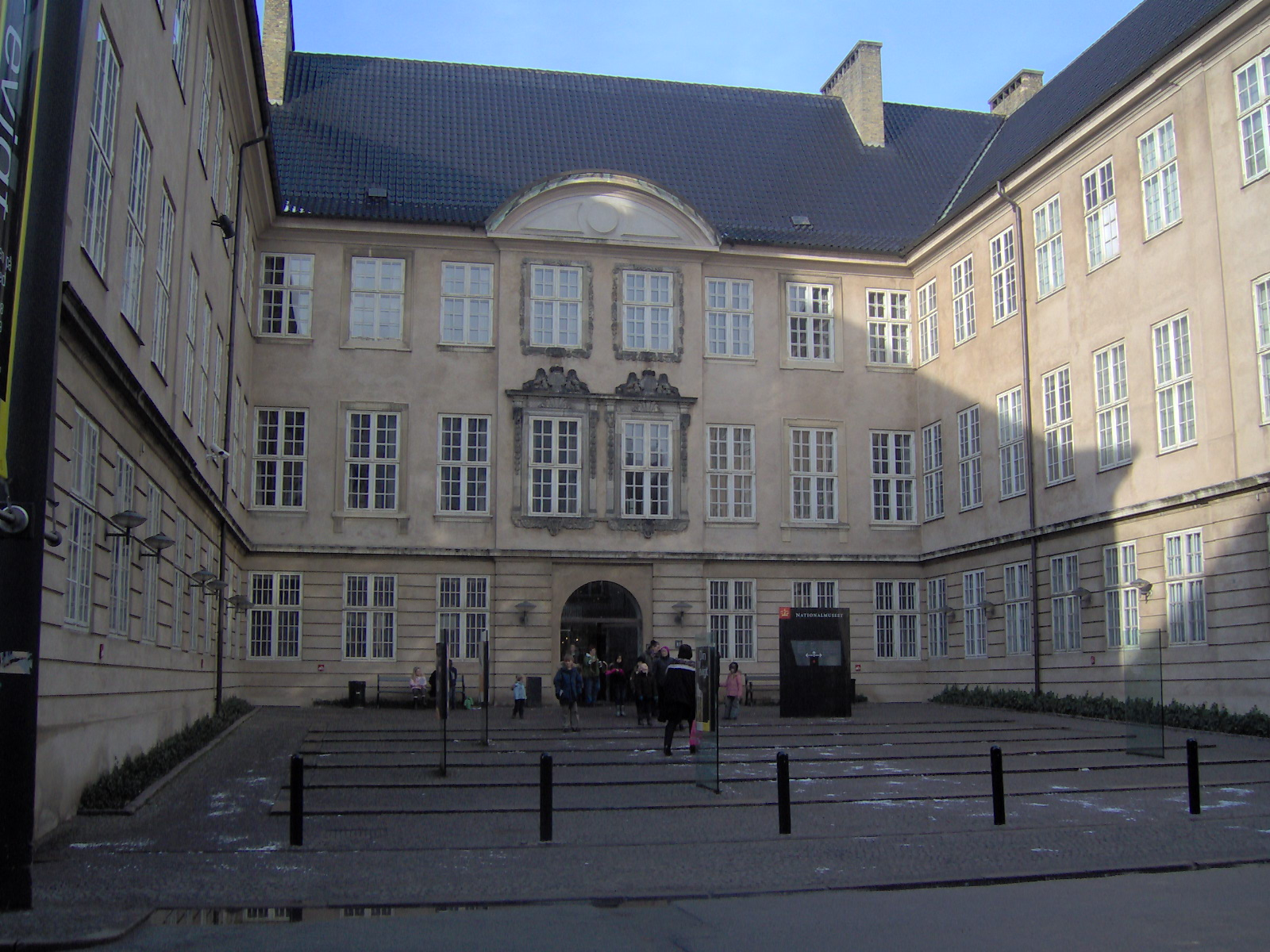
Le musée national du Danemark.
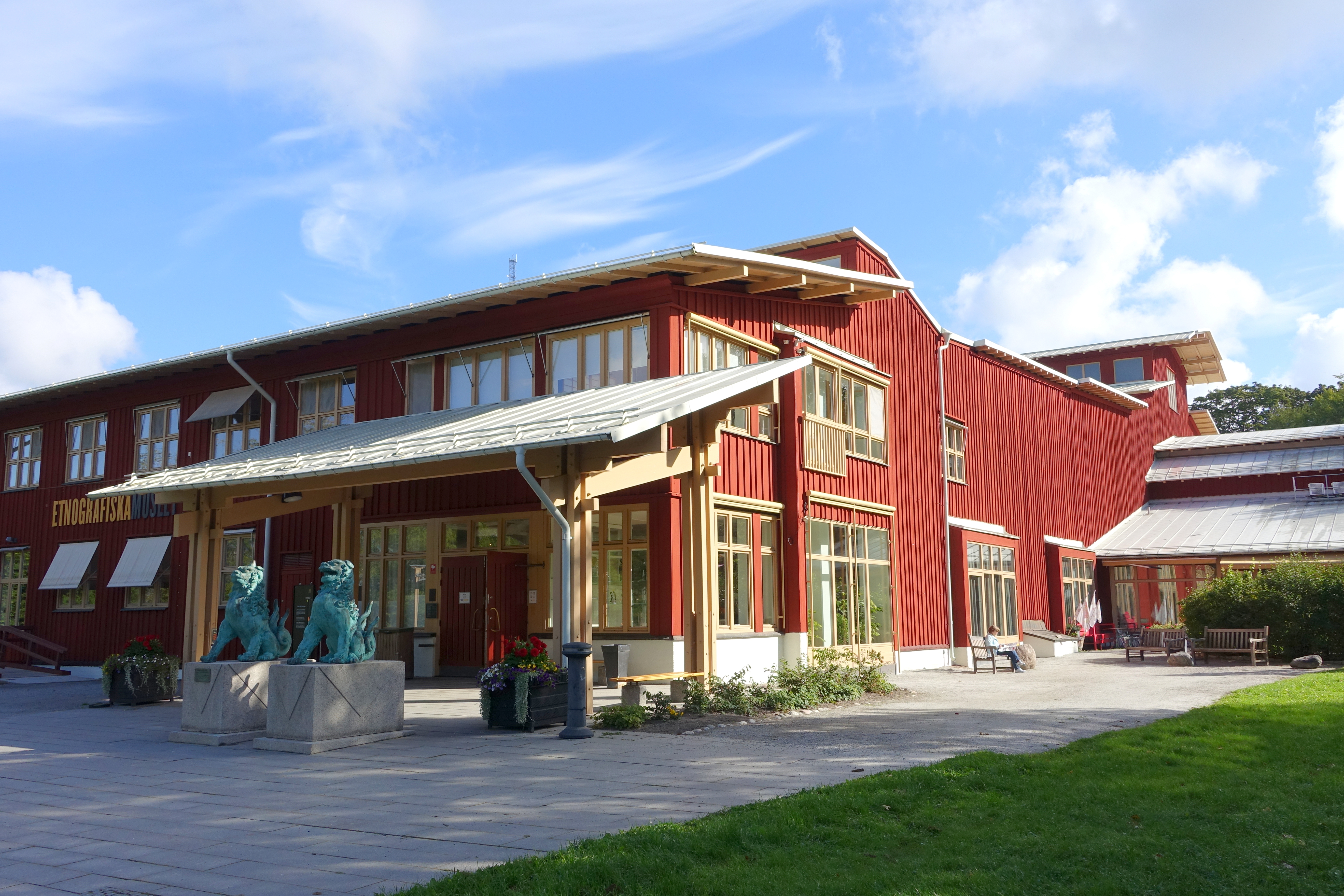
Le musée ethnographique de Stockholm.
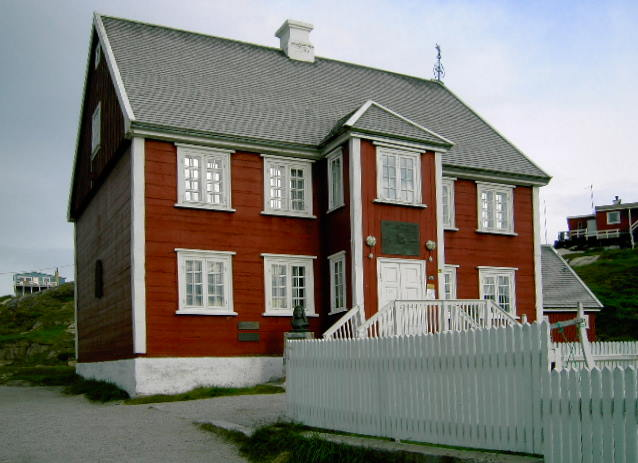
Le museum Kud Rasmussen (en).